# DTM

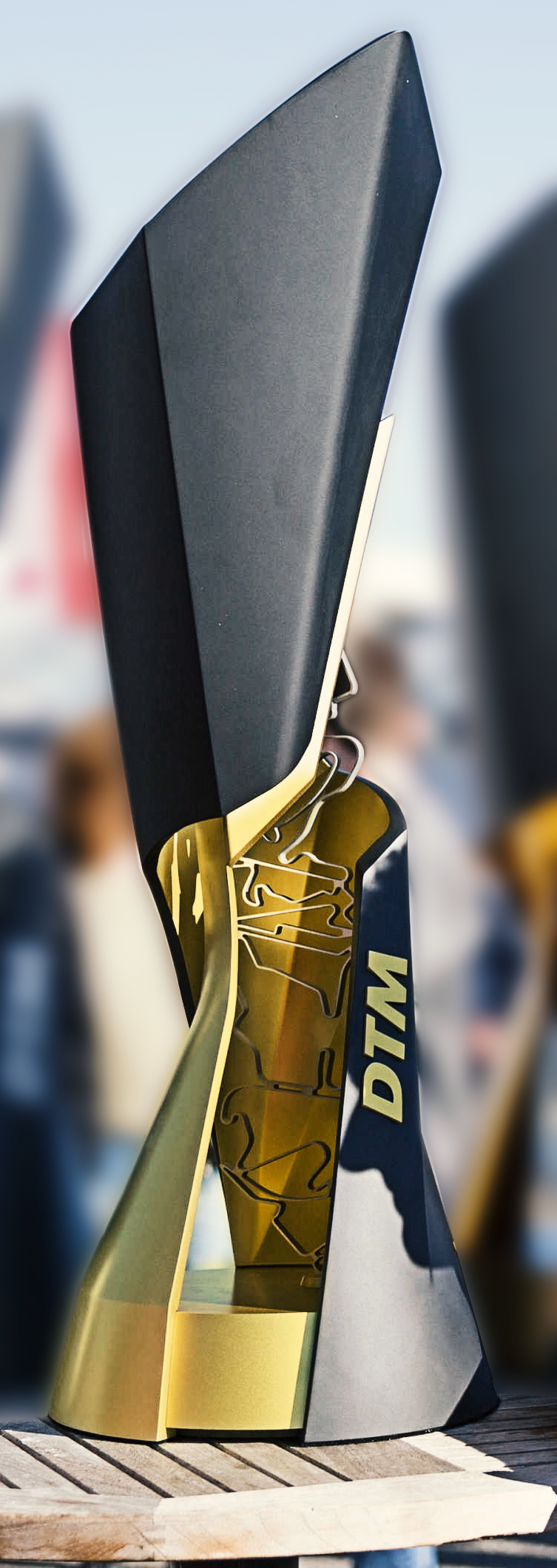
DTM-Pokal seit 2017

Die DTM ist eine Rennsportserie für Wettbewerbsfahrzeuge, die von einem Serienfahrzeug abgeleitet sind. Die seit dem Jahr 2000 ausgetragene Serie wurde als Deutsche Tourenwagen-Masters gestartet und ist der Nachfolger der Ende 1996 eingestellten Deutschen Tourenwagen-Meisterschaft bzw. der internationalen Version ITC. Seit 2005 wird sowohl im DMSB-Reglement als auch in offiziellen Mitteilungen des Rechteinhabers und Vermarkters nur noch die „Marke“ DTM verwendet.

## Überblick

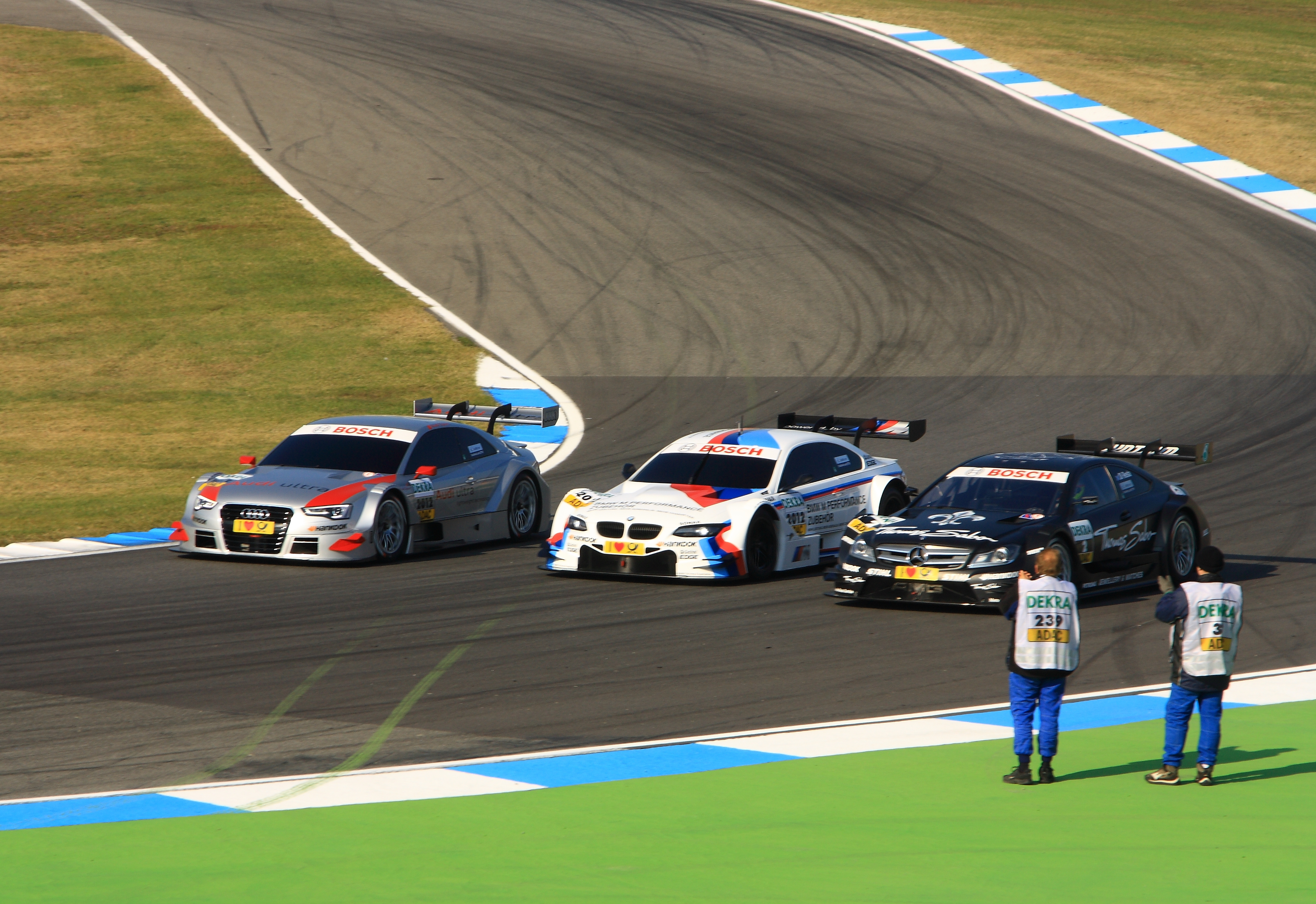
Vorstellung der DTM-Autos für 2012

Die DTM ist eine Rennsportserie für Werks-Teams, die von der Dachorganisation ITR unter der Leitung von AMG-Mercedes-Gründer Hans Werner Aufrecht ausgetragen wird. Der Begriff Masters wurde 2000 unter anderem deshalb gewählt, da für eine Deutsche Meisterschaft zu viele Läufe im Ausland vorgesehen waren.
Von Tourenwagen im eigentlichen Sinne kann nicht mehr die Rede sein, die Fahrzeuge sind Prototypen. Eingesetzt werden technisch und aerodynamisch weitgehend ähnlich konzipierte Silhouettefahrzeuge mit einem zentralen Monocoque aus kohlenstofffaserverstärktem Kunststoff und Gitterrohrstrukturen. Ein Vierliter-V8-Motor mit einer Leistungsbegrenzung auf rund 470 PS (346 kW) treibt die Hinterräder über einen einheitlichen Antriebsstrang an. Auch Bremsen und Elektronik stammen von jeweils einem Zulieferer.
Auf diese Fahrgestelle werden Kunststoffkarossen aufgesetzt, die zwar den Serienautos ähneln, aber vor der Saison im Windkanal verglichen und auf Chancengleichheit angepasst wurden. Seit 2012 dient bei Audi der A5, seit 2013 der RS 5 als Vorbild, bei Mercedes-Benz das C-Coupé, bei BMW seit 2014 der M4; in den Saisons 2012 und 2013 war es der M3.

## Vorgeschichte

### Die ursprüngliche DTM/ITC 1984–1996

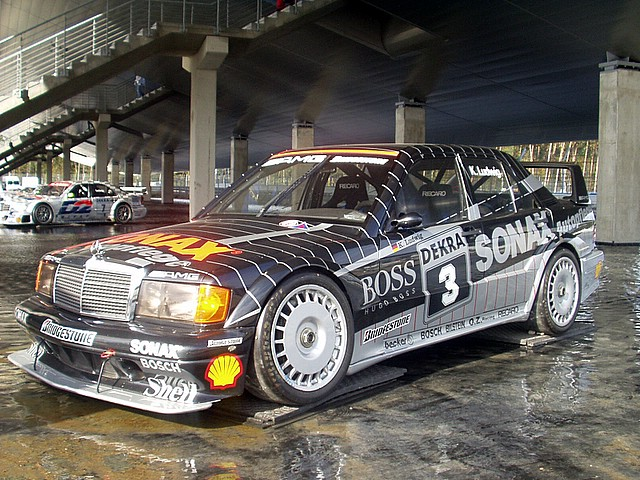
Mercedes 190E DTM von 1992

Von 1972 bis 1985 gab es in Deutschland die Deutsche Rennsport-Meisterschaft (DRM). An dieser Rennserie nahmen ursprünglich seriennahe Ford, BMW und Porsche teil. Nach Einführung eines neuen Reglements gingen die Starterzahlen zurück, da auch die Kosten immer höher stiegen. Die damalige Oberste Nationale Sportkommission für den Automobilsport in Deutschland (ONS) reagierte und entwickelte wieder ein Reglement für seriennahe kostengünstigere Tourenwagen: Die Deutsche Tourenwagen-Meisterschaft (DTM). Doch mit den Jahren stiegen auch dort die Kosten aufgrund eines neuen Reglements und der internationalen Ausdehnung der Rennserie zur International Touring Car Championship. Nach dem Ende von DRM und DTM ging nun auch die ITC in die Kostenfalle, die Geschichte wiederholte sich.

### Die DTM-lose Zeit
Nach dem Ende der ITC suchten die drei Hersteller ein neues Betätigungsfeld. Opel und Alfa Romeo machten mit Klasse-2-Tourenwagen weiter. Dort trafen sie auf alte DTM-Bekannte wie Ford, BMW und Audi. Mercedes beteiligte sich an den Sportwagenrennen in der FIA-GT-Meisterschaft. In Deutschland fuhren auch die Klasse-2-Tourenwagen im Super-Tourenwagen-Cup (STW). Diese Serie hatte die Aufgabe, die DTM zu ersetzen, doch diese Tourenwagen waren zu unspektakulär, um von den Fans angenommen zu werden. 1999 war man mit dem STW auch in Deutschland am Ende angelangt, weil selbst hier die Kosten bei aufwändiger Ausnutzung des viel kleineren Reglement-Spielraums zu hoch wurden.

### Die Ideen für ein Comeback der DTM

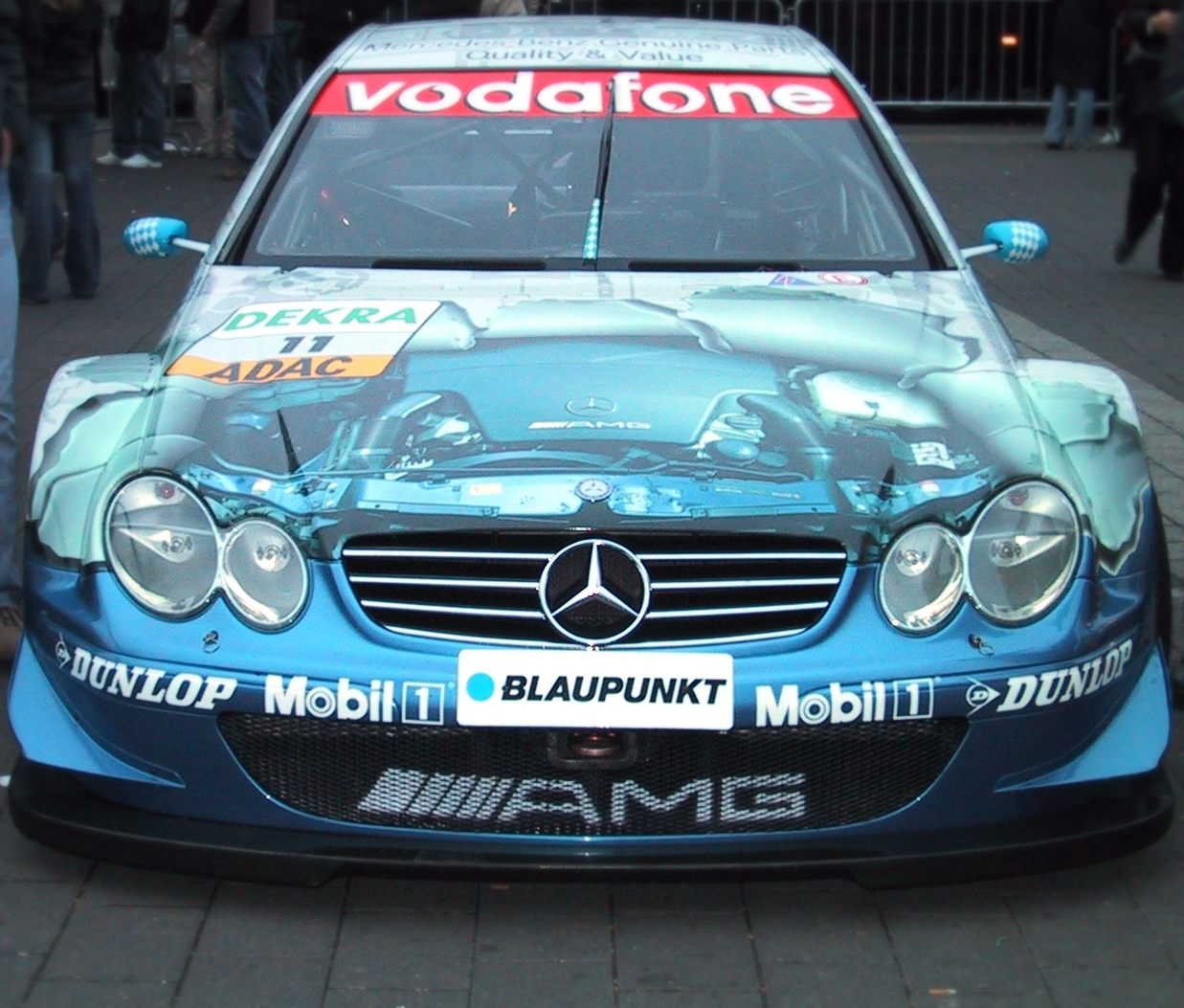
Mercedes-AMG DTM-Fahrzeug (2003)

Auf dem Opel-Messestand der Essen Motor Show 1998 sorgte ein DTM-Tourenwagen auf Basis des Opel Astra Coupé für Furore. Mit dieser Konzeptstudie zeigte Opel, wohin der Weg der deutschen Tourenwagensports gehen sollte. Der Grundstein zur Wiederbelebung der DTM war gesetzt. Hinter den Kulissen wurde um eine Wiederaufnahme der DTM mit neuen Regeln verhandelt, die nicht direkt dem bisherigen FIA-Regelwerk entnommen werden sollten. Dabei war die Kostenbegrenzung insbesondere für Opel wichtig, während Mercedes auf leistungsstarke Hinterradtriebler Wert legte. Audi wiederum pochte auf den Allradantrieb, auf den beim Le-Mans-Sportwagen Audi R8 verzichtet wurde, während BMW und Alfa Romeo keinen nationalen deutschen Alleingang mitmachen wollten. 1999 nahm der Opel-Sportchef Volker Strycek anlässlich der 100-Jahr-Feier von Opel mit einem ehemaligen ITC-Calibra in der Anfangs- und Endphase am 24-h-Rennen auf der Nordschleife des Nürburgrings teil. Im Festzelt wurde eine Studie auf Basis eines Astra Coupé gezeigt, für eine „DTM 2000“ mit V8-Motor.
Mit Mercedes-Benz fand schnell ein zweiter Hersteller Interesse an dieser Idee. Zusammen mit BMW entstand ein Reglement, in dem man die Erfahrungen der alten DTM und STW einfließen ließ. Die Autos sollten so spektakulär wie die alten DTM-Autos aussehen, aber die Kosten der STW nicht übersteigen. Probleme gab es bei der Festlegung der Antriebsart. Es stellte sich die Frage, wie viel Serientechnik in der DTM erhalten bleiben sollte. Beim Motor fiel die Wahl zwischen V6 und V8 schnell auf den größeren V8. Beim Antrieb gab es mehr Diskussionsbedarf. Favorisiert wurde der Hinterradantrieb, doch die meisten Hersteller hatten in dieser Fahrzeugklasse nur Autos mit Frontantrieb. Da aber frontangetriebene Fahrzeuge konstruktionsbedingte Nachteile besitzen (Traktion), forderten andere Hersteller die Zulassung von Allradantrieb, doch dieser führte in der DTM und STW mit zum Aus. Somit entschied man sich einheitlich für Hinterradantrieb. Das hielt eventuell den einen oder anderen Hersteller von einem Engagement ab, hatte aber einheitliche Kräfteverhältnisse zur Folge.
Anfänglich waren ausschließlich Fahrzeuge auf Basis eines Coupé reglementkonform, viertürige Limousinen waren nicht zugelassen. Erst drei Jahre später bemerkte man, dass diese Einschränkung eine Fehlentscheidung war. 2004 einigten sich die Hersteller darauf, von Coupés auf Limousinen zu wechseln. Dem entstandenen Reglement zufolge mussten die Tourenwagen nur noch äußere Merkmale mit den Autos der Serienproduktion gemeinsam haben. Technisch sind DTM-Autos somit Sportwagen-Prototypen mit aufgesetzter Tourenwagen-Karosserie, sogenannte Silhouettefahrzeuge. Dadurch wurde es aber möglich, Einheitsteile für alle Hersteller vorzuschreiben, um die Kosten niedrig zu halten. So sind Teile wie Getriebe, Bremsen oder Reifen für alle gleich und sparen somit Entwicklungskosten für den einzelnen Hersteller.

### Das neue Masters
Seit dem Comeback im Jahr 2000 bis zum Jahr 2005 standen die drei Buchstaben DTM nicht mehr für Deutsche Tourenwagen-Meisterschaft, sondern für Deutsche Tourenwagen Masters. Im Rahmen einer sogenannten Meisterschaft ist laut Automobil-Weltverband FIA nur ein Auslandsrennen erlaubt. Da die DTM aber auch öfter auf Rennstrecken im nahen Ausland wie in Österreich oder Belgien fahren wollte, nannte man die DTM von einer Meisterschaft in ein Masters um. Seit 2005 wird nur noch die Bezeichnung DTM verwendet, es ist nun eine Marke und keine Abkürzung mehr.

### Die neuen DTM-Autos

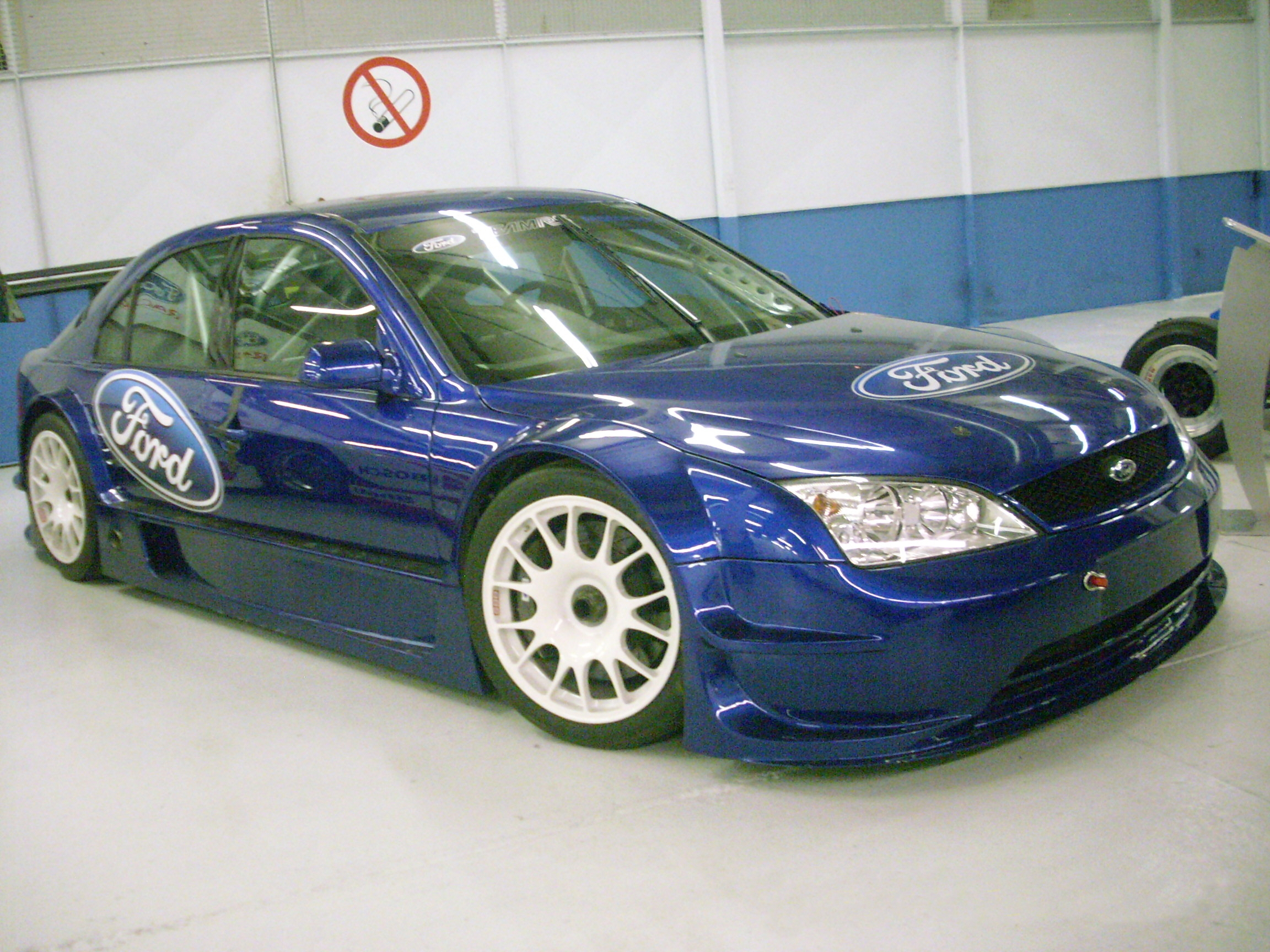
Konzeptstudie des Mondeo '01

Wie die Konzeptstudien der beiden Hersteller Opel und Mercedes, so wurden auch die endgültigen DTM-Autos auf Basis des Opel Astra Coupé sowie des Mercedes CLK entwickelt. Mit zwei Herstellern wäre es aber schwierig geworden, eine neue Meisterschaft zu starten. Auch zwei Privatteams arbeiteten an DTM-Fahrzeugen. Das schon in DRM und DTM aktive Zakspeed-Team entwickelte auf Basis des Volvo C70 einen Tourenwagen, mit dem sie auch schon erste Testfahrten unternahmen. Doch die ITR verweigerte Zakspeed die Startberechtigung, weil die Unternehmensleitung von Volvo keine Freigabe für ein Produkt ihrer Marke in der DTM gab. Das zweite Privatteam war Abt Sportsline, das den letzten Meistertitel der STW für Audi geholt hatte und nach dem Aus dieser Serie vor einer neuen Herausforderung stand. Im Gegensatz zu Volvo gab Audi das Plazet für das Privatengagement der Abt-Truppe in der DTM. Aber für Abt stellte sich ein ganz anderes Problem: Audi hatte kein geeignetes Basisfahrzeug. Da man Limousinen verboten hatte, musste auf den Audi TT ausgewichen werden, der allerdings von den Abmessungen her nicht ins Reglement passte. Eine Sondergenehmigung der ITR machte jedoch den Einsatz möglich. BMW hatte 1999 zwar am Reglement mitgewirkt, verzichtete aber wie 1993 auf eine Teilnahme. Das Formel-1-Projekt stand im Vordergrund.
Ford entwickelte auf Basis der dritten Baureihe des Mondeo eine Konzeptstudie, die weitgehend an das DTM-Reglement angepasst war. Wie die anderen DTM-Fahrzeuge war der Prototyp aus Köln ebenfalls ein Silhouettefahrzeug, das mit einem V8-Motor mit 4 Liter Hubraum und Hinterradantrieb wenig mit dem Serienfahrzeug gemeinsam hatte. Da die Karosseriebauform als Limousine nicht dem Reglement entsprach und die anderen Hersteller der neuen DTM einer Sonderregelung für den Mondeo nicht zustimmten, kam der Mondeo DTM V8 nie zum Einsatz. Das Fahrzeug befindet sich heute im Ford-eigenen Museum in Köln.

## Geschichte

### 2000
Beim Comeback der DTM kehrten viele ehemalige Fahrer aus der „alten“ DTM zurück in die Neue oder gaben sogar wie Klaus Ludwig ihr motorsportliches Comeback. Mercedes verpflichtete neben Ludwig auch mit Bernd Schneider den letzten Meister der alten DTM. Opel setzte mit Manuel Reuter auf den Meister der ITC und mit Uwe Alzen auf den letzten Vize-Meister der STW. Auch Joachim Winkelhock kehrte in die DTM zurück und verließ somit nach jahrelanger Treue seinen alten Arbeitgeber BMW. Der letzte Meister der STW, Christian Abt, fuhr im Team seines Bruders im privat aufgebauten Audi TT. Auch weitere bekannte Fahrer des internationalen Tourenwagensports fuhren in der Premierensaison in der DTM mit. Beide Hersteller (Mercedes und Opel) brachten je acht Fahrzeuge an den Start; bei Abt trat man zu Beginn mit drei Fahrzeugen an, stockte aber während der Saison um ein weiteres auf.
Da sich die Planungen für die Rückkehr der DTM lange hinauszögerten, fand der Saisonstart relativ spät am 28. Mai 2000 statt. Der Rennkalender umfasste neun Rennen, die komplett in Deutschland ausgetragen wurden. Gefahren wurde auf dem Hockenheimring, in Oschersleben und auf dem Nürburgring je zweimal sowie je einmal auf dem Norisring, Sachsenring und EuroSpeedway Lausitz. Beim EuroSpeedway Lausitz handelte es sich um dessen Premierenrennen für diesen Kurs. Aber wegen starken Regens konnte das Rennen von der Rennleitung auch nach mehreren Runden hinter dem Safety Car nicht freigegeben werden. Das Rennen wurde mit der roten Flagge abgebrochen und es wurden keine Punkte vergeben.
Das sportliche Reglement wurde weitestgehend von früher übernommen. So gab es pro Rennen zwei Läufe über 100 km, fliegende Starts und Punkte für die ersten 10 Fahrer. Pflichtboxenstopps gab es nicht, aber beim Rennen am Norisring kam es dazu, dass man wegen Regen die Reifen während des zweiten Laufs wechseln musste. Die Übertragung im Fernsehen wurde in Deutschland von den öffentlich-rechtlichen Sendern ARD und ZDF abwechselnd übernommen. Zum Unmut der Fans wurden die Rennen meist nur verkürzt und zeitversetzt übertragen. Die Gründe hierfür lagen im Zeitablauf des Renntages. Die DTM hatte keine einheitlichen Startzeiten und durch die zwei Läufe mit der dazwischen liegenden Reparaturpause musste zu viel Zeit veranschlagt werden, die den TV-Sendern zur Übertragung weiterer Sportarten fehlten.
Die erste Saison der Deutschen Tourenwagen Masters stand ganz im Zeichen des Duells zwischen Mercedes-Benz und Opel. Während Opel dank eines starken Motors auf den schnelleren Strecken meist siegreich war, hatten Mercedes Vorteile auf den kurvigeren Strecken. Die privaten Abt-Audi waren meist chancenlos. Da der Audi TT viel kürzer als Astra und CLK war und deswegen aerodynamisch im Nachteil, erhielt man wegen Erfolglosigkeit schon während der Saison einige Zugeständnisse. So durfte zum Beispiel immer wieder der Heckflügel verändert werden. Bei den Fahrern gab es ein Duell zwischen Bernd Schneider, Manuel Reuter und Klaus Ludwig, um die Meisterschaft. Letztendlich wurde mit Bernd Schneider der letzte Meister der „alten“ DTM auch der erste der „neuen“. Beim letzten Rennen des Jahres auf dem Hockheimring ging es für Manuel Reuter und Klaus Ludwig noch um die Vizemeisterschaft. Beim Duell um Platz eins kollidierte Uwe Alzen mit seinem in Führung liegenden Teamkollegen Manuel Reuter, der dadurch ausfiel. Da auch Ludwig das Rennen nach Kollision abgeschlagen freiwillig aufgab, ging der Vize-Titel an Reuter.

### 2001
Nach dem Vorfall mit Uwe Alzen beim Finalrennen 2000 trennte sich Opel im Winter von ihm. Alzen konnte aber für 2001 ein Cockpit bei HWA-Mercedes bekommen, wo er den zurückgetretenen Klaus Ludwig ersetzte. Auch in diesem Jahr traten Mercedes und Opel mit je acht Fahrzeugen an, wobei es sich nicht bei allen Fahrzeugen um Neuwagen handelte, sondern auch Fahrzeuge aus dem Vorjahr eingesetzt wurden. Abt trat 2001 mit vier ganz neuen Audi TT-R an. Da der Serien-TT immer noch viel kürzer als Astra und CLK war, erhielt man wegen Erfolglosigkeit in der Vorsaison in diesem Jahr eine weitere Sondergenehmigung: Man durfte die Karosserielänge sowie den Radstand der Konkurrenz angleichen. Dadurch verlor der TT jedoch an Ähnlichkeit zu seinem Serienpendant. Auch Opel durfte den Radstand dem des CLK annähern. Außerdem durfte nun bei allen Fahrzeugen der Heckflügel weiter hinter dem Fahrzeug angeordnet werden, was für mehr Abtrieb auf der Hinterachse sorgte.
Erstmals bei den Deutschen Tourenwagen Masters verließ man die deutschen Rennstrecken. So kamen im nahen europäischen Ausland die Rennstrecke des A1-Ring in Österreich und der Rennstrecke von Zandvoort in den Niederlanden hinzu. In diesem Jahr klappte dann auch die Austragung des DTM-Rennens am EuroSpeedway Lausitz.
Auf Anregung des deutschen TV-Partners der DTM wurde das Rennformat geändert. Es gab nun ein Qualifikationsrennen über 35 km und ein Hauptrennen über die gewohnten 100 km. Dementsprechend wurde auch das Punktesystem geändert: während für das Hauptrennen die Punkte wie bisher bis zum 10. Platz verteilt wurden, gab es im Sprintrennen Punkte für die besten drei. Durch eine verkürzte Reparaturpause war nun dieses Format besser im TV zu übertragen. Mit dem zusätzlichen Pflichtboxenstopp im Rennen nahm ähnlich wie in der Formel 1 das Team, durch die Zeit des Reifenwechselns und durch strategische Taktiken, Einfluss auf den Rennausgang.
Die zweite Saison der „neuen“ DTM wurde stark von Mercedes dominiert. Die Weiterentwicklung des Vorjahresfahrzeugs führte zum Erfolg, während Opel in der Neuentwicklung des Astras viel komplizierte Technik verbaute, die die Teams aber nicht in den Griff bekamen. Das Team Abt war mit dem neuen TT-R überraschenderweise viel erfolgreicher und erzielte gleich während der Saison zwei Saisonsiege. Opel blieb sieglos. Als erstem Fahrer in der gesamten DTM-Geschichte gelang es Bernd Schneider, seinen DTM-Titel erfolgreich zu verteidigen. Auch in diesem Jahr gab es ein sehr brisantes Rennen: Wieder beteiligt war Uwe Alzen, der in der letzten Runde in Zandvoort mit vielen Berührungen an Christian Abt vorbeiging. Alzen siegte und legte vor seiner Boxenmannschaft aus Freude eine Vollbremsung vor der Boxenmauer hin. Christian Abt konnte nicht mehr ausweichen und kollidierte mit Alzen. Ein weiteres Problem waren in dieser Saison die fliegenden Starts. Da es zu mehreren Unfällen kurz nach dem Start in der ersten Kurve kam, entschloss man sich die Rennen schon weit vor der Startlinie freizugeben. Doch dadurch wurde das Problem nicht gelöst, es erzeugte sogar Unmut bei den Fahrern, da die Ampel teilweise schon auf Grün geschaltet wurde, ohne dass die Fahrer dies sehen konnten, da sie sich noch in der Kurve vor der Zielgeraden befanden.

### 2002

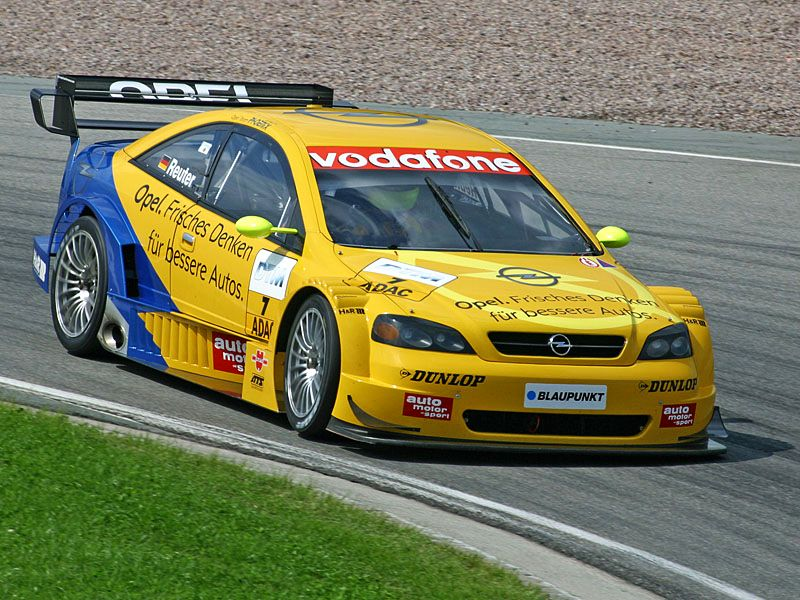
Das Opel Astra V8 Coupé mit den erkennbaren „Ohren“ am Heckflügelhalter

Auch die Deutschen Tourenwagen Master wurden interessant für ehemalige Formel-1-Piloten. So konnte Mercedes für die Saison 2002 Jean Alesi verpflichten. Während Opel das Fahrzeugkontingent auf sechs Astras reduzierte, stockte Mercedes auf 10 CLK auf und auch Abt-Audi brachte nun fünf TT-R an den Start. Bei Abt bekam mit Karl Wendlinger auch ein ehemaliger Formel-1-Pilot ein Cockpit. Gleichzeitig mit dem Wechsel des neuen Serienmodells des CLK brachte Mercedes nun auch eine Rennversion des neuen Modells in der DTM an den Start. Opel nutzte eine Lücke im Reglement aus: Am beim Saisonauftakt in Hockenheim präsentierten, neuen doppelstöckigen Einheitsheckflügel gab es zwei „Ohren“. Deklariert wurden diese aerodynamischen Hilfen aber als Heckflügelhalter. Auch Mercedes testete solche Varianten, die aber viel flügelähnlicher geformt waren. Deswegen verzichtete Mercedes im Rennen vorsichtshalber auf den Einsatz, da sie noch strittiger als die Opel-Variante waren und somit eine Disqualifikation zur Folge hätte haben können.
Nach dem erfolgreichen Start im europäischen Ausland erweiterte man mit Zolder und Donington Park die ausländischen Rennveranstaltungen, die schon in der ursprünglichen DTM zu den traditionellen Austragungsorten zählten. Dafür wurde nur noch einmal am Nürburgring gefahren und nicht mehr in Oschersleben. Am 2001 neu eingeführten Rennformat wurde festgehalten, allerdings wurde für das Hauptrennen eine neue Punktevergabe beschlossen, die identisch mit dem damals aktuellen der Formel 1 war, das für die besten sechs Fahrer eines Rennen Punkte vorsah. Somit wurde auch das Qualifikationsrennen aufgewertet, da wie bisher drei Punkte für einen dortigen Sieg vergeben wurden, aber nur noch 10 statt 20 Punkte für den Sieg im Hauptrennen. Neu für die DTM war ab dieser Saison der stehende Start, der für faire Verhältnisse, mehr Spannung und Sicherheit sorgen sollte, da es in der Vorsaison zu mehreren Startunfällen kam.

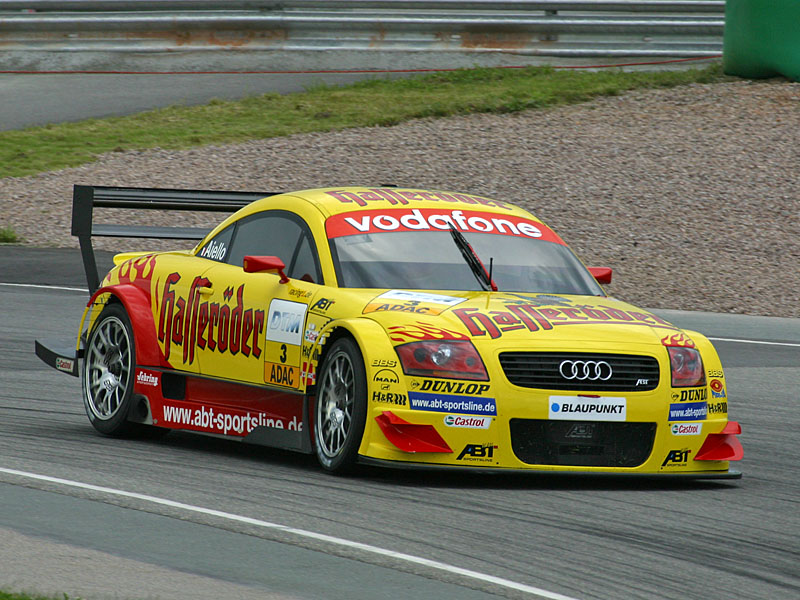
Laurent Aïello, Meister der DTM 2002, auf dem Sachsenring

Mit dem neuen Modell des CLK hatte Mercedes anfänglich noch Probleme. Über den Winter hatte die private Abt-Mannschaft ihren TT-R weiter entwickelt und konnte nun leicht dominieren. Aber Mitte der Saison wurden die Mercedes konkurrenzfähig. Es entwickelte sich ein Meisterschaftsduell zwischen Laurent Aïello und Bernd Schneider, das auf dem Norisring seinen Höhepunkt fand. In einem spannenden Rennen konnte nach fairen, rundenlangen Duellen Aiello in der letzten Kurve der letzten Runde an Schneider vorbeiziehen und siegen. Mercedes versuchte noch mit Stallorder und weiteren Maßnahmen die Meisterschaft zu verteidigen. Spannend wurde es noch einmal, als man beim vorletzten Rennen in Zandvoort nicht-regelkonformes Benzin von Testfahrten im Audi von Aiello nach dem Qualifying entdeckte. Die Folge war ein Start vom Ende des Starterfeldes. Trotzdem konnte er mit diesem Rennen, bei dem sein Markenkollege Mattias Ekström seinen ersten Sieg einfuhr, den Meistertitel vorzeitig für sich entscheiden. Es war das erste Mal in der Geschichte der DTM, dass ein Privatteam die Meisterschaft gewann. Opel konnte in dieser Saison nur wenig überzeugen; das beste Resultat war ein dritter Platz am Sachsenring von Alain Menu. Jean Alesi schaffte einen guten Einstand in die DTM, nach einem Podestplatz direkt beim ersten Rennen in Hockenheim als bester Mercedes-Benz, bei dem er aus Freude seinen Helm ins Publikum warf, gelang ihm beim dritten Saisonrennen in Donington Park sein erster Sieg.

### 2003

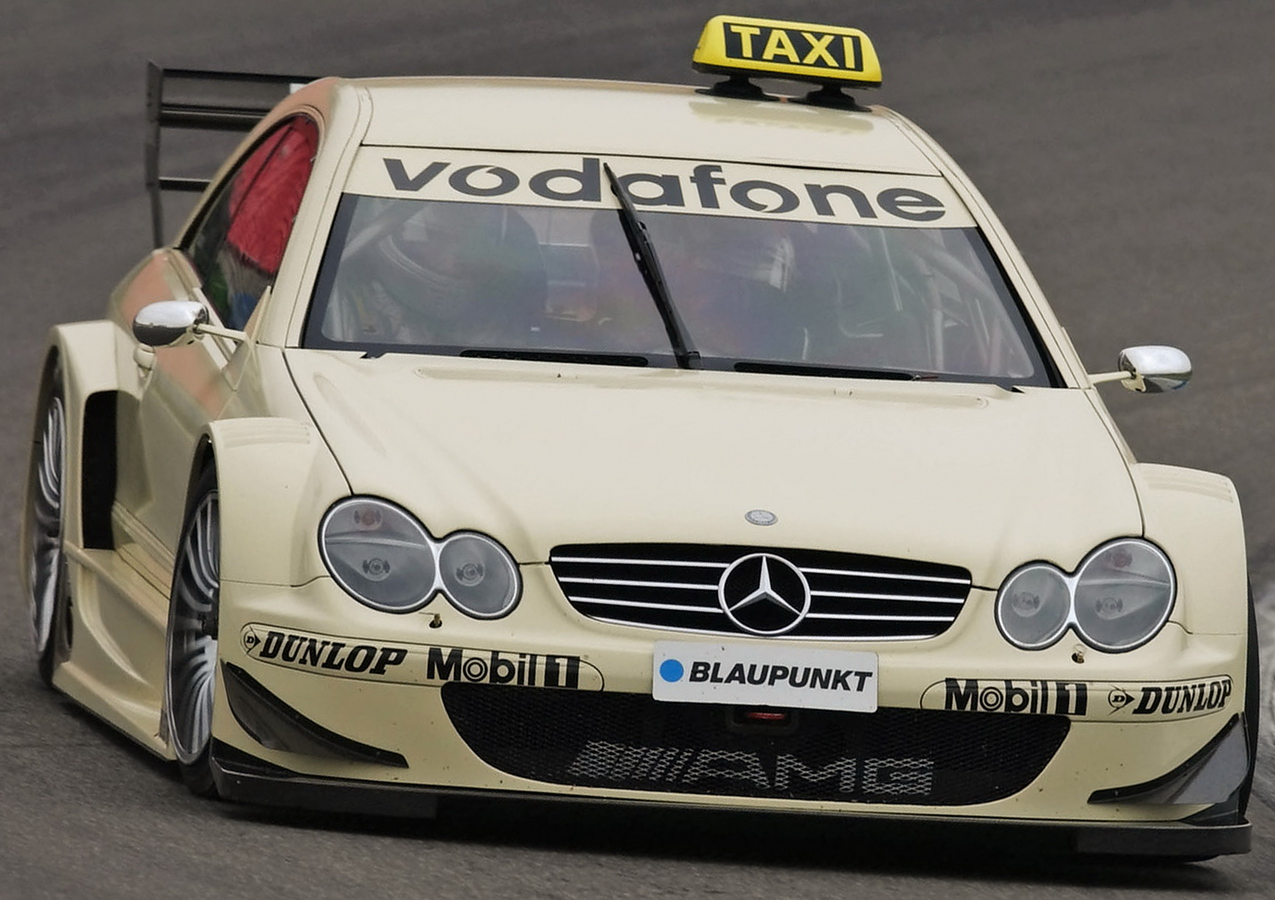
AMG-CLK-„Taxi“ aus dem Jahr 2004

Die HWA-Mannschaft wollte eigentlich in der gleichen Fahrerpaarung wie 2002 an den Start gehen, aber einen Tag vor dem DTM-Saisonstart trennten sich Mercedes und Uwe Alzen überraschend. In die HWA-Mannschaft stieg Christijan Albers auf. Beim privaten Abt-Audi-Team kam mit Peter Terting ein sechster Fahrer dazu, der zusammen mit Martin Tomczyk das „S line Audi Junior Team“ bildete, welches von Konzernmarken des Herstellers Audi gesponsert wurde. Dahinter verbarg sich letztlich das ehemalige V8-Star-Team First Choise des Dänen Kris Nissen. Zu Opel wechselte Peter Dumbreck, der zuletzt bei Mercedes-Benz zu den Vorjahreswagen versetzt wurde. Die Aerodynamik der Fahrzeuge wurde nochmals angeglichen. So wurden wieder Opel einige Zugeständnisse gemacht, während der Abt-Audi TT-R unter anderem bei der Heckflügelhöhe eingeschränkt wurde.
Wie bisher blieb es beim Rennkalender bei sechs deutschen Rennen und vier im europäischen Ausland, allerdings wich das belgische Zolder dem neuen italienischen Adria International Raceway. Auch der Sachsenring kam nach Uneinigkeiten zwischen der ITR und dem Betreiber nicht wieder in den Kalender zurück, dafür wurde zweimal am Nürburgring gefahren. Für 2002 überarbeitete man wieder auf Anregung des deutschen TV-Partners das Rennformat: Um mehr Fernsehzuschauer zu gewinnen, versuchte man das Format verständlicher zu machen und glich es dem der Formel 1 an. So gab es nur noch ein einziges Rennen pro Wochenende, welches allerdings über eine Distanz von 160–170 km ging. In diesem verlängerten Rennen war es nun Pflicht, zweimal an die Box zu kommen, um seine Reifen zu wechseln. Außerdem durfte nun bei allen Fahrzeugen Benzin mit Tankkannen nachgefüllt werden, da die Tankgröße von 70 l beibehalten wurde. Da in der Formel 1 zu dieser Saison ein neues Punktesystem eingeführt wurde, übernahm die DTM auch dieses wieder. Dieses System sah nun Punkte für die besten acht Fahrer vor. Es war in der vierten DTM-Saison das vierte Punktesystem.
In der Formel 1 gab es in dieser Saison viele Veränderungen, eine davon betraf den Qualifikationsmodus, der über ein reines Einzelzeitfahren ermittelt wurde. Auch in der DTM hielt das Einzelzeitfahren Einzug, allerdings erst anschließend an ein normales Zeittraining, ähnlich wie es schon früher in der „alten“ DTM und ITC als „Top-Qualifying“ Anwendung fand. Ein 20-minütiges Zeittraining entscheidet zunächst über die zehn schnellsten „Super Pole“-Teilnehmer und legt die Startplätze elf bis 20 fest. Für die Plätze eins bis zehn entscheiden allein die Zeiten aus dem Einzelzeitfahren der „Super-Pole“.
Die Saison 2003 wurde wieder von Mercedes dominiert. Bis auf dem zweiten Lauf am Nürburgring, den der amtierende Meister Laurent Aïello gewinnen konnte, siegte bei allen anderen Rennen einer der vier HWA-Mercedes Piloten. Der kurzfristig in die HWA-Mannschaft aufgestiegene Christijan Albers wurde härtester Titelgegner für Bernd Schneider, der jedoch am Saisonende zum vierten Mal die Rennserie gewinnen konnte. Nach den technischen Einschränkungen am TT-R war die Abt-Mannschaft, ebenso wie Opel, nicht mehr konkurrenzfähig. Akzente setzen konnte aber immer wieder der von Mercedes-Benz kommende Peter Dumbreck, der auf dem EuroSpeedway Lausitz sogar einen zweiten Platz erreichte. Zwar holte Timo Scheider in Zandvoort die Poleposition, doch nach einem missglückten Boxenstopp fiel er in Führung liegend aus.
Für den EuroSpeedway Lausitz hatte sich die DTM etwas Besonderes einfallen lassen. Anstatt nach der Start/Ziel-Geraden links in den Kurven-Sektor einzubiegen, sollte die erste Steilkurve des Triovals befahren werden. Doch bei den Testfahrten am Freitag vor dem Rennen kam es im Oval zu Reifenschäden an den Abt-Audis von Christian Abt und Laurent Aiello, die einen Einschlag in die Mauer zur Folge hatten. Da auch andere Teams von Reifenproblemen sprachen, entschloss man sich, das Rennen doch wieder auf den normalen Grand-Prix-Kurs auszutragen. Für das Rennen übernahmen die beiden verunfallten Fahrer dann die Fahrzeuge von Martin Tomczyk und Peter Terting. Auch am Nürburgring zeigte sich der Veranstalter kreativ und verband die Super-Pole mit einem abends stattfindenden Boxkampf, der im Fahrerlager ausgetragen wurde. Somit wurde die Super-Pole unter Flutlicht ausgetragen. Mit speziellen reflektierenden Folien wurden die Fahrzeuge optisch aufgewertet. Eine weitere Fahrveranstaltung unter Flutlicht kam trotz des Erfolges bislang nicht mehr in der DTM vor.
Die Werksmannschaften von Opel und Audi starteten mit ihren Einsatzteams Phönix bzw. Abt-Sportsline in diesem Jahr mit leicht modifizierten Vorjahres-DTM-Fahrzeugen beim 24-Stunden-Rennen auf dem Nürburgring, bei dem auch die Werksmannschaft von BMW mit dem in der American Le Mans Series bereits erfolgreichen M3 GTR antrat. Dies war das erste offizielle Engagement vom Werk Audi mit dem Abt-Audi TT-R. Nach 24 Stunden feierte aber das in der DTM erfolglose Opel-Team einen souveränen Sieg.

### 2004

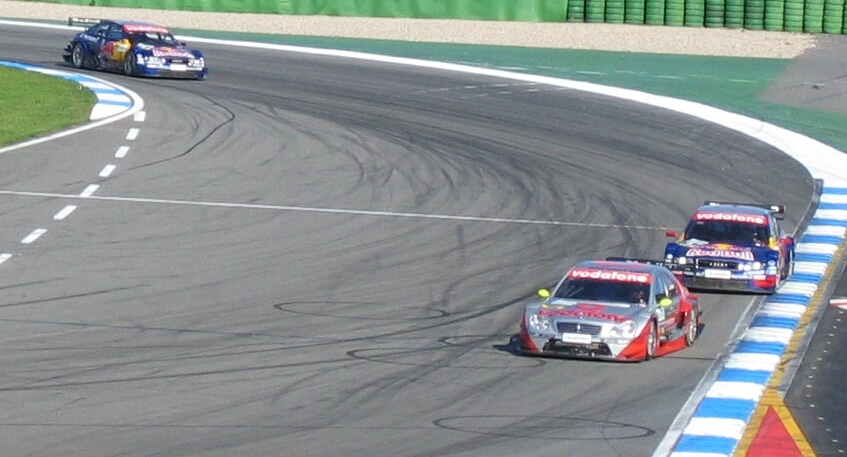
DTM-Rennen auf dem Hockenheimring (2004)

Die fünfte Saison seit dem Comeback 2000 galt im Vorfeld als eine der spektakulärsten, da sie viele Neuerungen brachte und alle Hersteller wieder bei fast null begannen. Grund dafür war die allgemeine Übereinkunft der beteiligten Hersteller, ab dieser Saison das Basis-Fahrzeug zu wechseln und auf eine Limousine umzustellen. Damit wollte die ITR ein Zeichen für neue Hersteller setzen, die 2000 mit dem Verbot der Limousinen abgeschreckt worden waren. Mit den Limousinen Audi A4, Mercedes C-Klasse und Opel Vectra GTS hatten nun alle Hersteller eine vergleichbare Serienkarosserie im Einsatz. Die vorher eingesetzten Coupés waren zu unterschiedlich, was immer wieder zu Problemen bei der Einstufung der Fahrzeuge geführt hatte. Das technische Reglement blieb aber ansonsten gleich. Dadurch war das Wechseln der Modelle kein größeres Problem, da „nur“ das Aussehen, die sogenannte Silhouette, gewechselt werden musste, die Technik darunter blieb die gleiche. In diesem Jahr stieg die Marke Audi wieder offiziell als Werksmannschaft in die DTM ein, nachdem man schon von 1990 bis 1992 als Werksteam und seit dem Comeback der DTM durch das private Abt-Audi Team in der DTM vertreten war. Nachdem Audi schon im Vorjahr die Abt-Mannschaft mit Fahrern und auch als Sponsor unterstützt sowie die TT-R beim 24-Stunden-Rennen auf dem Nürburgring werksseitig eingesetzt hatte, war der Werkseinstieg in die DTM ein logischer Folgeschritt. Der neue Audi A4 wurde direkt bei der Audi-Sportabteilung in Ingolstadt und Neckarsulm entwickelt, nachdem die Entwicklung des TT-R komplett bei Abt in Kempten gelaufen war. Abt Sportsline wurde nun zu einem offiziellen Werksteam von Audi und setzte vier neue A4 ein. Zwei weitere Fahrzeuge setzte das Team Joest Racing ein, das ähnlich wie Audi ein Comeback in der DTM gab. Joest arbeitete zuletzt in der DTM mit Opel zusammen und feierte mit ihnen 1996 den ITC-Titel. Seit 1999 arbeitet Joest zusammen mit Audi an den Le Mans Sportprototypen. Aus den dabei gewonnenen Erfahrungen flossen einige in die Entwicklung des A4 ein, da die DTM-Tourenwagen eigentlich ebenfalls Prototypen sind. Das S-Line-Team wurde, um Interessenskonflikte zu vermeiden – sein Teamchef war inzwischen Sportdirektor bei Volkswagen – aufgelöst.
Außerdem brachte der Werkseinstieg von Audi auch mehrere neue und altbekannte Fahrer in die DTM. So gab der ehemalige Meister von 1991 Frank Biela sein Comeback. Zusammen mit Emanuele Pirro bildeten sie die Fahrerpaarung bei Joest. Bei Abt-Sportsline kamen neben den erfahrenen Fahrern der „neuen“ DTM Mattias Ekström, Christian Abt und Martin Tomczyk auch noch Le Mans Rekord-Sieger Tom Kristensen zum Einsatz. Der Abt-Meister-Fahrer von 2002, Laurent Aiello, wechselte zu Opel. Auch dort verstärkte man sich enorm. Zusätzlich zu den bekannten Fahrern Manuel Reuter, Timo Scheider und Peter Dumbreck kamen Marcel Fässler von Mercedes und der wohl prominenteste Einsteiger, Heinz-Harald Frentzen aus der Formel 1. Außerdem pilotierte Jeroen Bleekemolen einen Astra aus dem Vorjahr. Bei Mercedes stieg Gary Paffett in einen HWA-Mercedes auf, nachdem er im Vorjahr in einem Vorjahresfahrzeug auffallend gute Leistung zeigte. Die Mercedes Teams Persson und Rosberg setzten jeweils 2 CLKs aus dem Vorjahr ein, während die HWA-Mannschaft den neuen Tourenwagen auf Basis der C-Klasse einsetzte.
Der Rennkalender änderte sich wieder leicht. Bei den deutschen Rennstrecken kam Oschersleben zurück in den Kalender. Bei den Europäischen wichen Donington Park und der A1-Ring für Brünn und dem nicht mehr im nahen europäischen Ausland befindlichen Estoril, auf dem man schon zur Zeiten der ITC fuhr. Außerdem gab es mitten in der Saison in der Sommerpause ein Einladungsrennen auf einem Stadtkurs in Shanghai. Dieses zählte aber nicht zur Meisterschaft dazu. Die Fahrzeuge wurden per Flugzeug nach China geflogen. Daher waren die Hersteller nicht mit allen Piloten vertreten und setzten teilweise Vorjahresautos ein. Auf Grund der besonderen Platzverhältnisse und um Fluggewicht zu sparen, verzichtete man auf Boxenstopps mit Nachtanken während des Rennens und kehrte zu den altbekannten zwei Läufen pro Rennen zurück. Allerdings konnte nur ein Lauf gefahren werden, da beim Start des ersten Rennens ein Schachtdeckel, die alle nicht zugeschweißt waren, vom Sog der Fahrzeuge aufstellte und das Fahrzeug von Bernd Mayländer zerstörte. Das nach dem Zuschweißen aller auf der Strecke befindlichen Schachtdeckeln verspätet gestartete Rennen, das kurz vor Dunkelheit endete, gewann Gary Paffett.
Die Meisterschaft wurde wieder zu einem Duell zwischen Mercedes und Audi, mit den Protagonisten Mattias Ekström und Gary Paffett sowie Christijan Albers. Letztlich konnte Ekström den Titel vorzeitig sichern. Außerdem holte Audi im Premierenjahr die Team- und Herstellerwertung. Der Vorteil des neuen A4 lag eindeutig auf den kurvigen Strecken, da man die Aerodynamik, die vor der Saison festgelegt werden muss, dementsprechend ausrichtete. Dafür konnte Mercedes auf den schnelleren Rennstrecken dominieren. Opel nahm trotz des Staraufgebots auch mit dem neuen Fahrzeug nur eine Außenseiterrolle ein. Die beste Platzierung war lediglich ein dritter Platz von Manuel Reuter in Oschersleben.
Am Ende der Saison kündigte General Motors den Ausstieg von Opel aus der DTM an. Die Entscheidung kam vom Mutter-Konzern aufgrund eines einschneidenden Sanierungsprogramms. Zwar erfolgte der Ausstieg erst nach der Saison 2005, die allerdings nur mit begrenztem Budget bestritten wurde.

### 2005

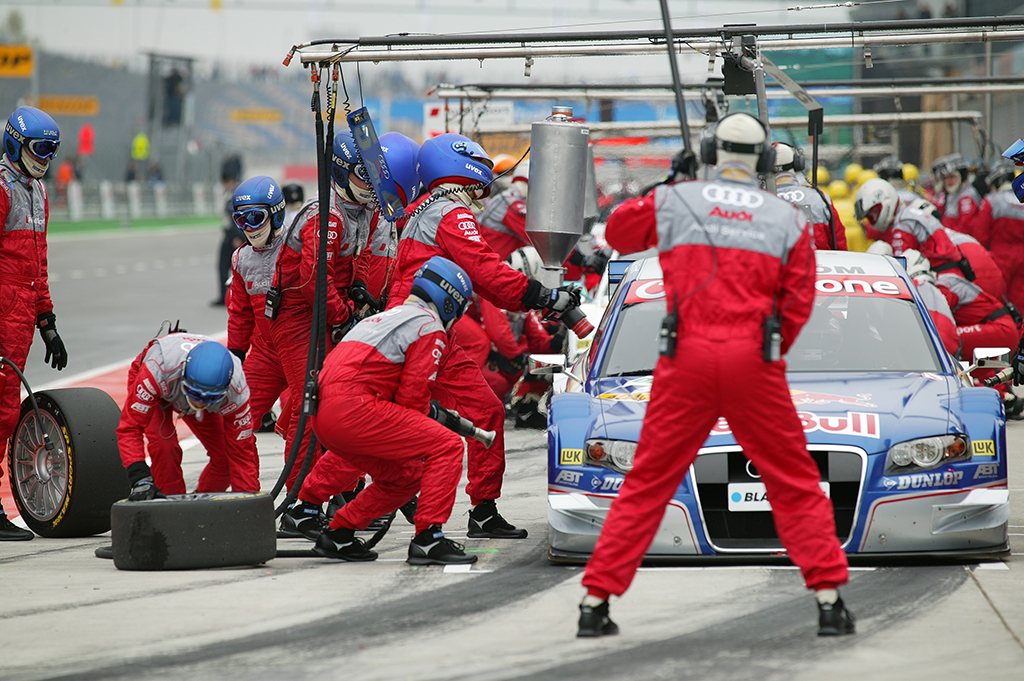
Audi-Team in der Boxengasse (2006)

Nachdem Opel den Ausstieg zum Ende der Saison angekündigt hatte, konnte vor der Saison ein neuer Hersteller präsentiert werden. Es war MG Rover. Allerdings kam dieses Engagement nicht zustande. Man hatte zwar bei dem britischen Sportwagenbauer Zytek ein Fahrzeug auf Basis des MG ZT entwickeln lassen, doch wurde es nie fertig und auch nie eingesetzt, da das Unternehmen vorher in Konkurs ging. Opel engagierte sich in diesem Jahr nur noch mit vier Fahrzeugen in der DTM. Wegen des begrenzten Budgets wurde das Vorjahresfahrzeug nur in Details weiterentwickelt. Audi entwickelte ein komplett neues Fahrzeug, das nun der Optik des überarbeiteten A4 entsprach. Um die Vorjahresfahrzeuge konkurrenzfähiger machen zu können, wurde 2005 das Handicap-System eingeführt, das auch unterschiedliche Basisgewichte für die verschiedenen Jahrgänge vorsah. Das dynamische Handicap-System, das es schon zu Zeiten der „alten“ DTM gab, war nur für die aktuellen Fahrzeuge vorgesehen. Es betraf auch nicht einen einzelnen erfolgreichen Fahrer, sondern alle Fahrer des erfolgreichen Fahrzeugs.
Da Opel nur vier Fahrzeuge einsetzte, stockten Mercedes und Audi auf je acht Fahrzeuge auf. Abt-Sportsline setzte für Audi die vier neuen A4 ein, während Joest den Einsatz der vier Vorjahresmodelle übernahm. Von Abt zu Joest wechselte Christian Abt, der sein Cockpit für den ehemaligen Formel 1 Piloten Allan McNish frei machte. Die 2004er-Joest-Fahrer sind wieder Richtung American Le Mans Series gewandert und haben den Platz für Rinaldo Capello, Pierre Kaffer und Frank Stippler frei gemacht. Bei Mercedes konnte man das Comeback vom zweifachen Formel-1-Weltmeister Mika Häkkinen verkünden, der das Cockpit von Christijan Albers übernahm, der Richtung Formel 1 wechselte. Bei Persson-Mercedes übernahm man den Einsatz einer fünften C-Klasse des aktuellen Jahrgangs für Jamie Green.
Der Rennkalender sollte erstmals 11 zur Meisterschaft zählende Rennen beinhalten. Der ursprüngliche Kalender sah Rennen in Moskau und Avignon vor, doch aus organisatorischen Gründen konnten beide nicht stattfinden. Eigentlich sollte Moskau auf das Jahr 2006 verschoben werden, doch davon hörte man später nichts mehr. Die Rennen wurden im Kalender durch Brünn und durch einen zweiten Lauf am EuroSpeedway Lausitz ersetzt. Auf Letzterem baute man für die DTM Rennen eine neue Kurve, die die Rundenlänge verkürzte und somit die Rundenzahl erhöhte. Außerdem kamen Spa-Francorchamps und İstanbul dazu, die die Rennen in Portugal und Italien ersetzten.
In dieser Saison war Mercedes wieder die stärkste Marke. Trotz des Handicap-Gewichtes gewann Mercedes acht der elf Rennen. Auch Mika Häkkinen konnte sich schon in seinem dritten DTM-Rennen in die Siegerlisten eintragen. Gary Paffett gewann die Meisterschaft souverän vor dem Vorjahres-Champion Mattias Ekström, der die Meisterschaft mit Glück und durch ein paar Fehler Paffetts bis zum Ende offenhalten konnte. Wie zu erwarten ging es in der letzten Saison für Opel mit dem begrenzten Budget auch nicht weiter nach vorne als in den Vorjahren. Nur ein einzelner Podestplatz von Heinz-Harald Frentzen in Brünn war als bestes Ergebnis zu verzeichnen.

### 2006

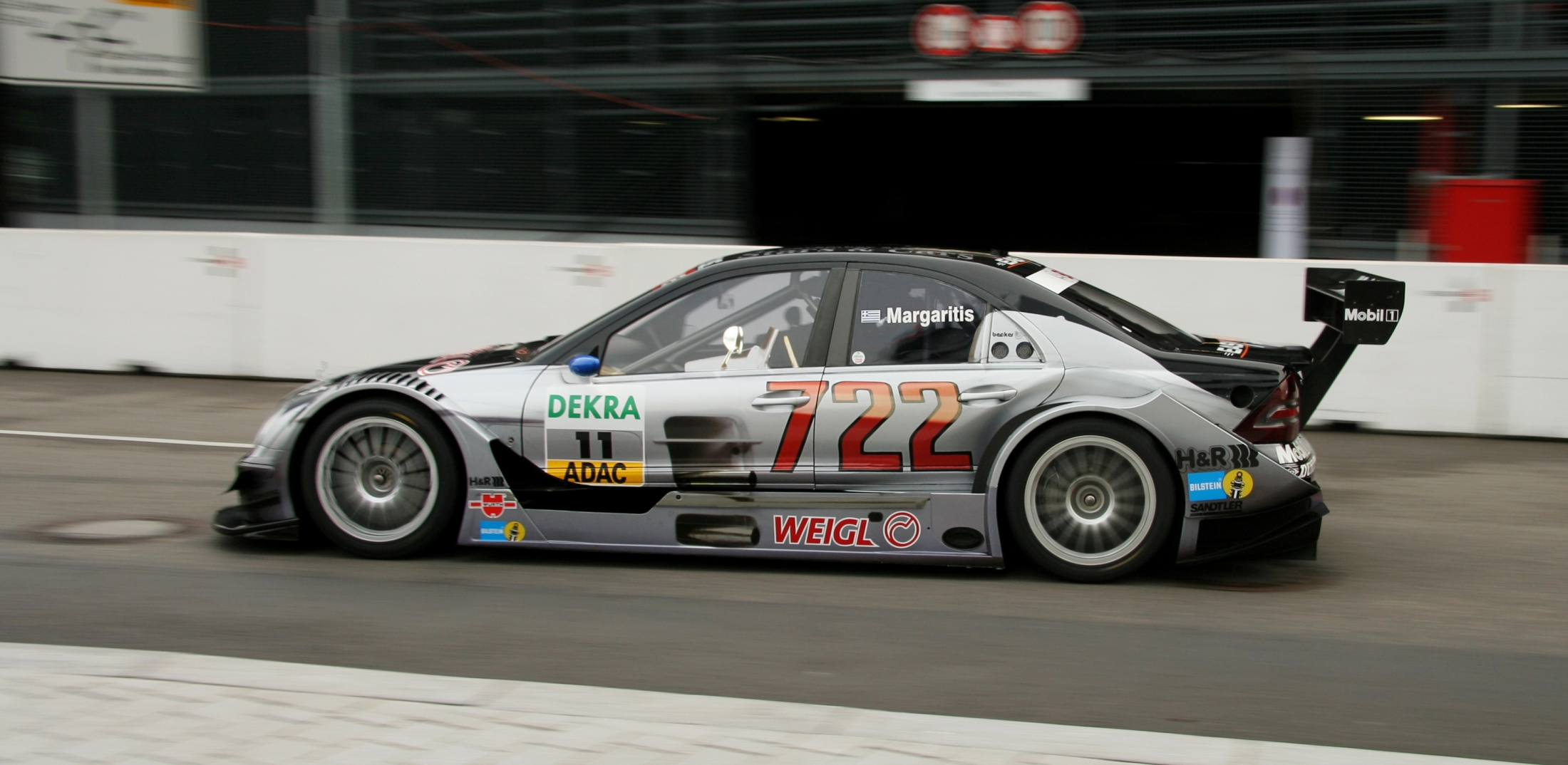
Mercedes C-Klasse DTM von 2006

Die Saison 2006 war nach dem Opel-Ausstieg die erste DTM-Saison mit nur noch zwei Herstellern. Um weiterhin ein Feld von 20 Fahrzeugen zu präsentieren, einigten sich Mercedes und Audi darauf, nun Fahrzeuge aus drei verschiedenen Jahrgängen einzusetzen. Neben den vier neuen und den vier Vorjahresfahrzeugen kamen nun von beiden Herstellern noch zwei Fahrzeuge aus dem Jahr 2004. Außerdem schränkte man die Weiterentwicklung der Neufahrzeuge für 2006 ein, um weiter Kosten zu sparen. Den Einsatz der Fahrzeuge aus dem Vorjahr übernahm bei Audi nun nicht mehr Joest. Das Team konzentrierte sich wieder voll auf den Le-Mans-Einsatz mit dem neuen Audi R10 TDI. Dafür kamen mit Phoenix und Rosberg zwei DTM erfahrene Teams zurück in die Serie, die zuvor die Fahrzeuge für Opel bzw. Mercedes eingesetzt hatten. Den Einsatz der 2004er Fahrzeuge übernahm bei Audi das private Futurecom-TME-Team, während Mercedes die 2004er Fahrzeuge auf die Teams von Persson Motorsport und Mücke Motorsport aufteilte.
Das Qualifying wurde 2006 noch einmal modifiziert und dem der Formel 1 angeglichen. Auch hier gab es nun Ausscheidungsverfahren. Das Qualifying wurde in drei Durchgänge aufgeteilt, bei dem die jeweils langsamsten sechs pro Durchgang ausscheiden, bzw. ihre hinteren Startplätze einnehmen. Die Anzahl der Runden war vom Reglement her nicht festgelegt. Pro Durchgang zählt nur die schnellste Runde des jeweiligen Durchgangs.
Der amtierende Champion Gary Paffett wechselte von der DTM in das Formel-1-Testteam von McLaren-Mercedes. Seinen Platz bei HWA nahm Jamie Green ein, der schon im Vorjahr mit einer aktuellen C-Klasse gestartet war. In seiner letzten DTM-Saison tauschte Jean Alesi mit Bruno Spengler das Team und somit auch die Aktualität der Fahrzeuge. Von Opel zu Audi wechselte Heinz-Harald Frentzen, um bei Abt-Sportsline den wenig erfolgreichen Allan McNish zu ersetzen. Mercedes wie auch Audi verstärkten sich erstmals mit einer Frau. Bei Mercedes kam Susie Stoddart unter Vertrag, bei Audi Vanina Ickx.
Die Rennveranstaltungen wurden 2006 wieder auf zehn Rennen reduziert. Die Auslandsrennen wurden bis auf Zandvoort alle gewechselt. Neu waren Brands Hatch, Barcelona und Le Mans. Da in Brands Hatch der nur knapp 2 km lange Indy Circuit befahren wurde, gab es erstmals im DTM-Kalender eine kürzere Rennstrecke als den Norisring.
Da die Weiterentwicklung der Fahrzeuge beschränkt wurde, stellte Mercedes wie schon 2005 wieder den schnelleren Wagen. Bernd Schneider gelang durch einen guten Saisonstart mit zwei Siegen in Folge und weiteren guten Punkteplatzierungen seinen fünften Gesamtsieg nach Hause zu fahren. Bei Audi avancierte Tom Kristensen zum stärksten Mercedes-Verfolger und hatte am Anfang der Saison noch gute Meisterschaftschancen. Doch durch insgesamt vier Siege zum Ende der Saison hin konnte Bruno Spengler noch Vize-Meister vor Kristensen werden. Martin Tomczyk holte in Barcelona in seiner mittlerweile sechsten DTM-Saison seinen ersten Sieg. Heinz-Harald Frentzen blieb der einzig sieglose Abt-Pilot. Zählbare Ergebnisse blieben aus. Nachdem er zum Ende der Saison von einem Markenkollegen umgedreht wurde, äußerte Frentzen gegenüber dem TV herbe Kritik an Audi. Dies führte zu keiner weiteren Vertragsverlängerung zwischen den beiden Parteien. Insgesamt verlief die erste Saison ohne Opel aber recht erfolgreich für die DTM.

### 2007

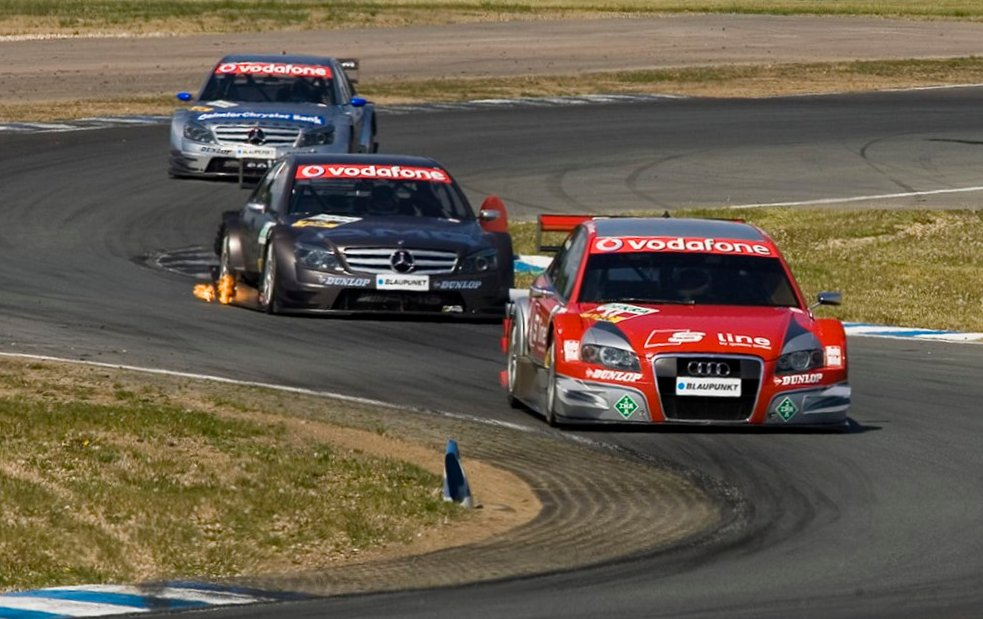
Oschersleben 2007: Rockenfeller vor Häkkinen und Spengler

Auch für die Saison 2007 fand sich kein weiterer Hersteller für die DTM. Also verfeinerte man das im letzten Jahr bewährte System. Wieder traten die Hersteller Audi und Mercedes-Benz mit Fahrzeugen aus drei verschiedenen Jahrgängen an. Das 2005 eingeführte dynamische Handicap-System für die aktuellen Fahrzeuge wurde 2007 separat für die weiteren Jahrgänge ausgeweitet. Somit war es möglich, dass Fahrzeuge aus einem älteren Jahrgang schwerer waren als Neuere. Da bei Mercedes in diesem Jahr ein Modellwechsel der C-Klasse anstand, der auch für Rennversion in der DTM vollzogen wurde, fiel die Beschränkung der Weiterentwicklung geringer aus als im Vorjahr. Eine neue Safety-Car-Regelung wurde in diesem Jahr parallel zur Formel 1 neu eingeführt: Sie sah vor, dass die Boxengasse bei Ausfahrt des Safety Cars geschlossen wird und erst wieder geöffnet wird, wenn sich das Feld komplett hinter dem Safety Car aufgereiht hat.
Der DTM-Champion von 2005 Gary Paffett kehrte zurück in die DTM. Er wollte neben dem Testfahrerjob bei McLaren-Mercedes auch weiterhin Rennen fahren. Allerdings waren bei Mercedes alle Werkswagen des aktuellen Jahrgangs besetzt. Deswegen pilotierte er nur einen Vorjahres Mercedes im Team Persson Motorsport. Bei Audi stieg Timo Scheider in das Abt-Team auf und nahm den Platz von Heinz-Harald Frentzen ein.
Im Rennkalender änderte sich nur wenig. Mit Mugello kehrte eine Rennstrecke mit DTM-Geschichte zurück in den Kalender und ersetzte Le Mans, mit denen nach leichten Indifferenzen 2006 kein neuer Vertrag zustande kam.
Die DTM-Saison 2007 dürfte als bislang turbulenteste in die Geschichte eingehen. Die neue Safety-Car-Regelung nahm Einfluss über den Rennausgang gleich mehrerer Rennen. In Hockenheim gewann Mattias Ekström, der nach unfallbedingtem Neustart des Rennens mit einem frühen Boxenstopp die beste Strategie hatte. Wegen des Unfalls wurde das Rennen auf Zeit verkürzt zu Ende gefahren. Durch Ekströms Strategie konnte er den Vorteil der neuen Reifen am besten nutzen und sich so aus dem Mittelfeld nach vorn arbeiten. Beim Rennen auf dem EuroSpeedway Lausitz passierte der „Super-Gau“. Das Safety Car musste auf die Rennstrecke, verpasste aber den führenden Piloten. Dieser Fehler wurde jedoch erst nach dem Neustart bemerkt. Die Konsequenz war eine weitere Safety-Car-Phase, die nur der Herstellung der richtigen Reihenfolge diente. Allerdings war dies nur bedingt möglich, da einige Piloten ihre Boxenstopps bei geschlossener Boxengasse absolvierten. Die bauliche Besonderheit des Eurospeedways führte zu allem Überfluss noch dazu, dass die Fahrt durch die Boxengasse einschließlich Reifenwechsel schneller war als die Fahrt hinter dem Safety Car auf der Rennstrecke. Somit kam ein Fahrzeug, das hinter dem Safety Car in die Box bog, vor diesem am Ende der Boxengasse wieder zurück auf die Strecke und gewann dadurch eine Runde. Aufgrund dieser Vorkommnisse wurden nur halbe Punkte und Platzierungsgewichte verteilt. In Mugello gewann der von Startplatz 15 ins Rennen gegangene Mika Häkkinen, da er im Gegensatz zu allen anderen seinen zweiten Pflichtboxenstopp absolviert hatte, bevor das Safety Car auf die Strecke musste. Als alle Fahrzeuge hinter dem Safety Car eingereiht waren, öffnete die Box und alle Piloten bis auf den letztplatzierten Häkkinen fuhren gleichzeitig an die Box. Dadurch nahm Häkkinen die Führung ein, die er bis zum Ziel verteidigte. Alle weiteren Positionen wurden neu verteilt. Auch am Norisring sorgte die Safety-Car-Phase für Durcheinander, allerdings nahm sie keinen so großen Einfluss auf den Rennausgang. Beim vorletzten Rennen in Barcelona kam es zu einem Eklat. Die Fahrzeuge der beiden Audi-Fahrer und Meisterschaftskandidaten Mattias Ekström und Martin Tomczyk wurden im Rennen von Mika Häkkinen bzw. Daniel la Rosa angefahren, was für beide Meisterschaftskandidaten das Aus bedeutete. Da es zu weiteren Kollisionen zwischen Audi- und Mercedes-Fahrern kam, nahm Audi acht Runden vor Ende alle verbliebenen Piloten aus dem Rennen, um zu „verhindern, dass irgendeiner der Fahrer etwas macht, was wir alle nicht wollen“, so Audi-Sportchef Wolfgang Ulrich. Nur sechs Mercedes-Piloten beendeten das Rennen.
Insgesamt betrachtet baute Audi 2007 den schnelleren Wagen. Vor allem zu Saisonbeginn war Mercedes mit seiner Neukonstruktion im Nachteil. Allerdings gelang es Mercedes am Anfang der Saison durch unterschiedliche Umstände, meist ein 2007er Modell vor einem 2007er Audi zu platzieren. Dadurch änderten sich die Gewichte zu Gunsten Audis. In Oschersleben führte dies sogar zu dem ersten Sieg eines Vorjahresfahrzeug durch den ehemaligen DTM-Meister Gary Paffett auf einer 2006er Mercedes C-Klasse. Durch konstant gute Ergebnisse zu Saisonbeginn konnte Paul di Resta in einer zwei Jahre alten C-Klasse sogar kurzzeitig die Tabellenführung einnehmen und hatte bis kurz vor Saisonende noch theoretische Meisterschaftschancen. Am Ende der Saison in Hockenheim konnte aber Mattias Ekström in einem spannenden Finale doch noch seinen zweiten Meister-Titel vor Bruno Spengler sichern. Bei diesem Rennen verabschiedete man Mika Häkkinen und Christian Abt, die ihre DTM-Karriere 2007 beendeten.

### 2008

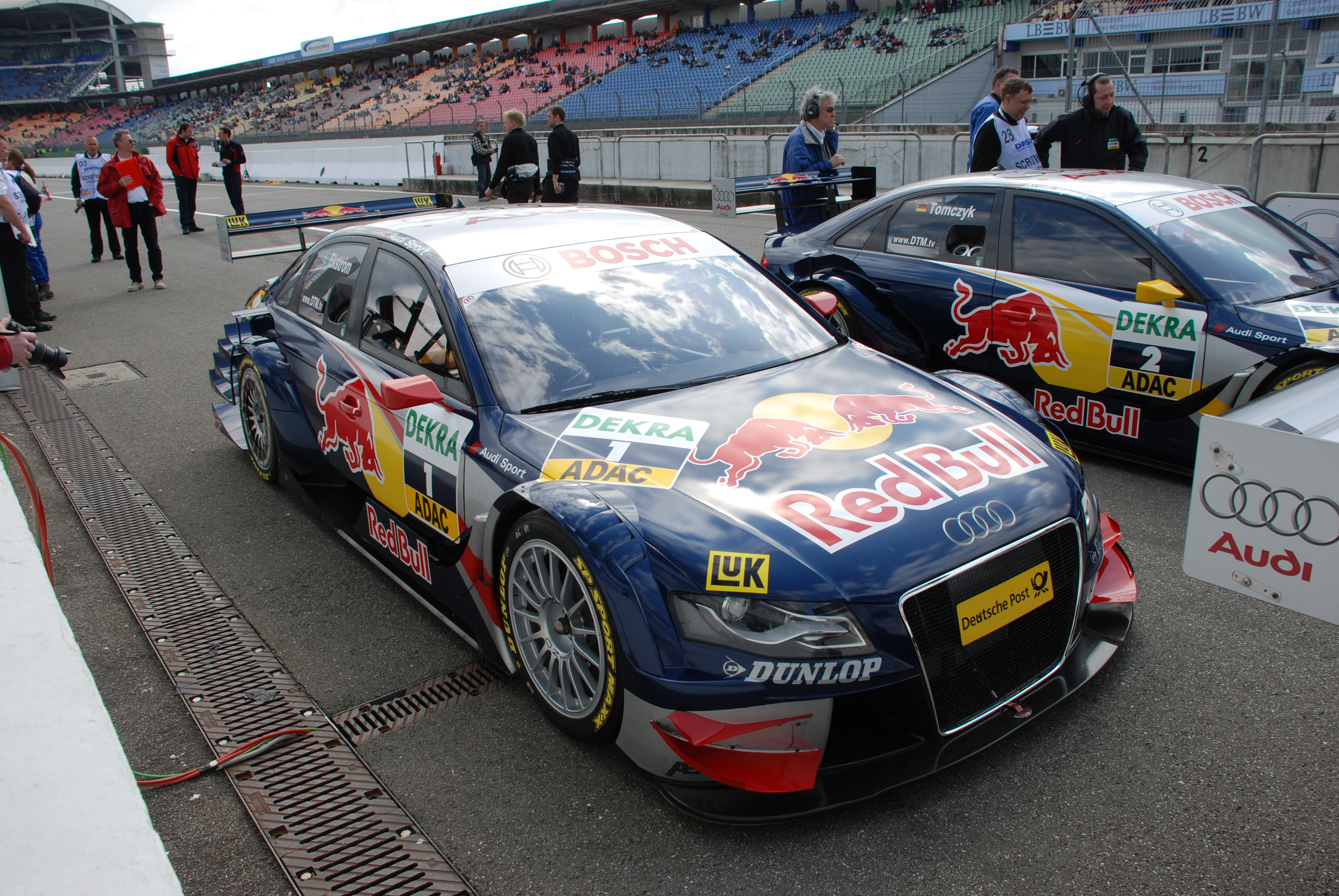
Audi A4 2008, Einsatzwagen von Mattias Ekström

Wie in den beiden Jahren zuvor engagierten sich auch 2008 mit Mercedes-Benz und Audi wieder nur zwei Hersteller in der DTM. Aufgrund des bei Mercedes-Benz 2007 vollzogenen Modellwechsels der C-Klasse wurden keine Tourenwagen des alten Modells mehr aus dem Jahr 2006 eingesetzt. Stattdessen setzten sie mit Ausnahmegenehmigung den 2007er Testträger als fünftes Vorjahresauto ein. Bei Audi stand der Modellwechsel des neuen A4 in dieser Saison an. Die Neukonstruktion von Audi war extrem auf Aerodynamik ausgelegt. Im Gegensatz zu Mercedes-Benz setzte Audi weiterhin zwei 2006er A4 ein. Dies führte aber zu einem Problem mit den Platzierungsgewichten, da es nur von einer Marke ein 2006er-Modell mehr gab. Zu Anfang der Saison löste man das Problem, indem man die 2006er-Audis zusammen mit in die 2007er-Gruppe fasste. Dabei galt die Regel, dass das bestplatzierte Fahrzeug beim nächsten Rennen 5 kg zuladen muss, das Zweitbeste sein Gewicht behält und das Schlechteste 5 kg ausladen darf. Da der 2006er immer Drittbester wurde und somit als einziger auslud, stiegen die Gewichte der 2007er Audi und Mercedes. So kam es, dass ein 2007er Modell schwerer war als ein 2008er, obwohl die 2007er nicht den Hauch einer Chance gegen die 2008er Modelle hatten. Dies führte dazu, dass genau zur Saisonhalbzeit die Basisgewichte aller Jahreswagen um 10 kg gesenkt wurden und dass die 2007er und 2006er-Audis zusammengewertet werden. Das heißt, wenn der 2007er-Audi zuladen muss, muss dies auch der 2006er. Um die Rennen für die Fans durchschaubarer zu machen, wurden die Boxenstoppfenster verändert. In der ersten Saisonhälfte durften die zwei Boxenstopps während des mittleren Renndrittels ausgeführt werden. Dadurch gab es nur noch wenige Taktikmöglichkeiten. Um diese wieder zu vergrößern, weitete man das Boxenstoppfenster für die zweite Saisonhälfte auf das zweite und dritte Rennviertel. Außerdem kehrte man, in Anbetracht der Rennausgänge der Vorsaison, zur alten Safety-Car-Regel zurück, bei der die Boxengasse geöffnet bleibt. Zudem wurde ein Verbot der Stallregie ab 2008 beschlossen.
In den Rennkalender kehrte 2008 Le Mans zurück, und stockte die Saison auf ein 11. Rennen auf, da sonst alle Rennstrecken aus der Vorsaison im Kalender blieben. Am EuroSpeedway Lausitz wurde für die DTM eine neue Boxenzufahrt gebaut. Da 2007 bei einer Safety-Car-Phase eintrat, dass die Fahrt durch die Boxengasse mit integriertem Reifenwechsel schneller war, als die Fahrt hinter dem Safety Car auf der Rennstrecke, wurde nun nach dem „Turn 3“ eine neue Boxeneinfahrt geschaffen. Diese verschafft im Gegensatz zur ursprünglichen Boxeneinfahrt, die über die Motorrad-Variante des Kurses verlief, keinen Vorteil von gut 250 m.
Nach dem Karriere-Ende von Mika Häkkinen wurde bei Mercedes-Benz ein HWA-Cockpit frei. In dieses stieg Paul di Resta auf, der in der Vorsaison noch lange Meisterschaftschancen in einem Zweijahreswagen hatte. Somit blieb für den ehemaligen DTM-Meister Gary Paffett wieder nur das Vorjahrescockpit. Ein solches Cockpit bekam auch der ehemalige Formel-1-Rennfahrer Ralf Schumacher. Nach seinem erfolglosen Formel-1-Abenteuer kehrte Christijan Albers im privaten Futurecom-TME-Team zurück in die DTM.
Der neu konstruierte A4 von Audi zeigte sich in seinem Premierenjahr sofort als das schnellste Fahrzeug. Hatte man bei den Vortests noch mit Kinderkrankheiten zu kämpfen, zeigte sich der A4 beim Saisonauftakt von seiner dominierenden Seite. Auf der Mercedes-Benz-Heimstrecke in Hockenheim konnte Audi einen Dreifachtriumph verzeichnen. In Oschersleben konnte Timo Scheider seinen ersten DTM-Sieg im achten DTM-Jahr verbuchen. Auch in Mugello schien er der dominierende Fahrer zu sein, nachdem er seine 3. Saisonpole im dritten Rennen holte. Allerdings fiel er nach einem Frühstart außerhalb der Punkteränge und es kam zum ersten Mercedes-Benz-Saisonsieg. Bei wechselhaften Bedingungen am Nürburgring starteten alle Audis bei Trockenheit auf Regenreifen, allerdings blieb der Regen vorerst aus und schon in der Einführungsrunde wechselten die ersten Piloten zurück auf Slicks. Ähnliches in Le Mans. Hier ging es schon um das Meisterschaftsduell zwischen Scheider und Di Resta. Sein Mercedes-Benz war auf abtrocknender Strecke mit Regenreifen am Start unterwegs und verlor immer mehr Zeit auf Scheider. Als es heftiger zum Ende des Rennens zu regnen begann, wechselte Di Resta wieder auf Regenreifen, während Scheider noch einmal auf Slicks nach dem letzten Boxenstopp losgeschickt wurde. Ein zusätzlicher Stopp war bei ihm nötig, sodass er hinter Di Resta zurückfiel und mit nur 2 Punkten Vorsprung zum Finale nach Hockenheim fuhr. Mit einem dortigen Sieg machte er aber seinen ersten Meistertitel perfekt.

### 2009

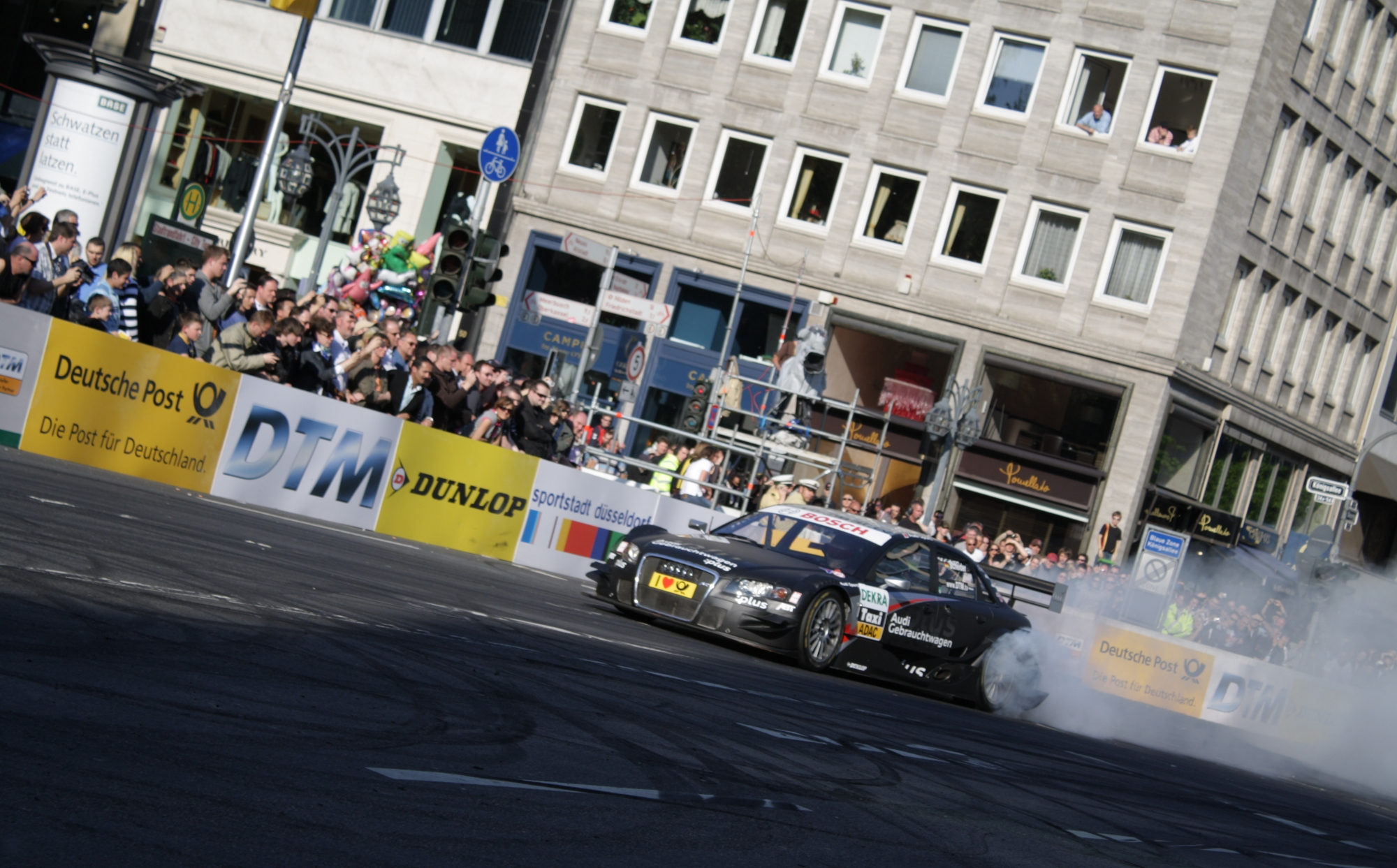
DTM-Präsentation 2009 auf der Düsseldorfer Kö

Timo Scheider konnte seinen Titel aus dem Vorjahr vor Gary Paffett und Paul di Resta verteidigen. Dies war seit Bernd Schneider in den Jahren 2000 und 2001 keinem Fahrer mehr gelungen. Auch Mercedes-Benz konnte seinen Titel verteidigen.

### 2010
Paul di Resta wurde erstmals Meister vor Gary Paffett und Bruno Spengler. Mercedes-Benz gewann erneut den Markentitel.

### 2011
Die Saison 2011 war die vorerst letzte, in der viertürige Limousinen eingesetzt wurden. In der Meisterschaft gab es einen Doppelerfolg für Audi. Es gewann Martin Tomczyk. Der Markentitel ging ebenfalls an Audi.

### 2012
Nachdem sich BMW Ende 2009 aus der Formel 1 zurückgezogen hatte, gab es Spekulationen um einen Einstieg des Herstellers in die DTM. BMW dementierte allerdings und verneinte einen Einstieg 2010. Motorsportdirektor Mario Theissen bekundete grundsätzlich Interesse, wollte aber das reformierte Regelwerk ab 2011 abwarten. Der BMW-Vorstand erklärte dazu am 29. April 2010, dass die Verhandlungen mit dem DTM-Dachverband ITR positiv verlaufen und an einem Einstieg zur Saison 2012 gearbeitet werde. Am 15. Oktober 2010 wurde am Rande des Rennens von Hockenheim von BMW und dem DTM-Dachverband ITR offiziell bestätigt, dass BMW ab der Saison 2012 wieder werkseitig in der DTM vertreten sein würde. Der Hersteller stieg mit dem BMW M3 DTM in die Saison 2012 ein. Die Meisterschaft gewann Bruno Spengler für BMW. Ebenfalls sicherte sich BMW die Herstellerwertung.

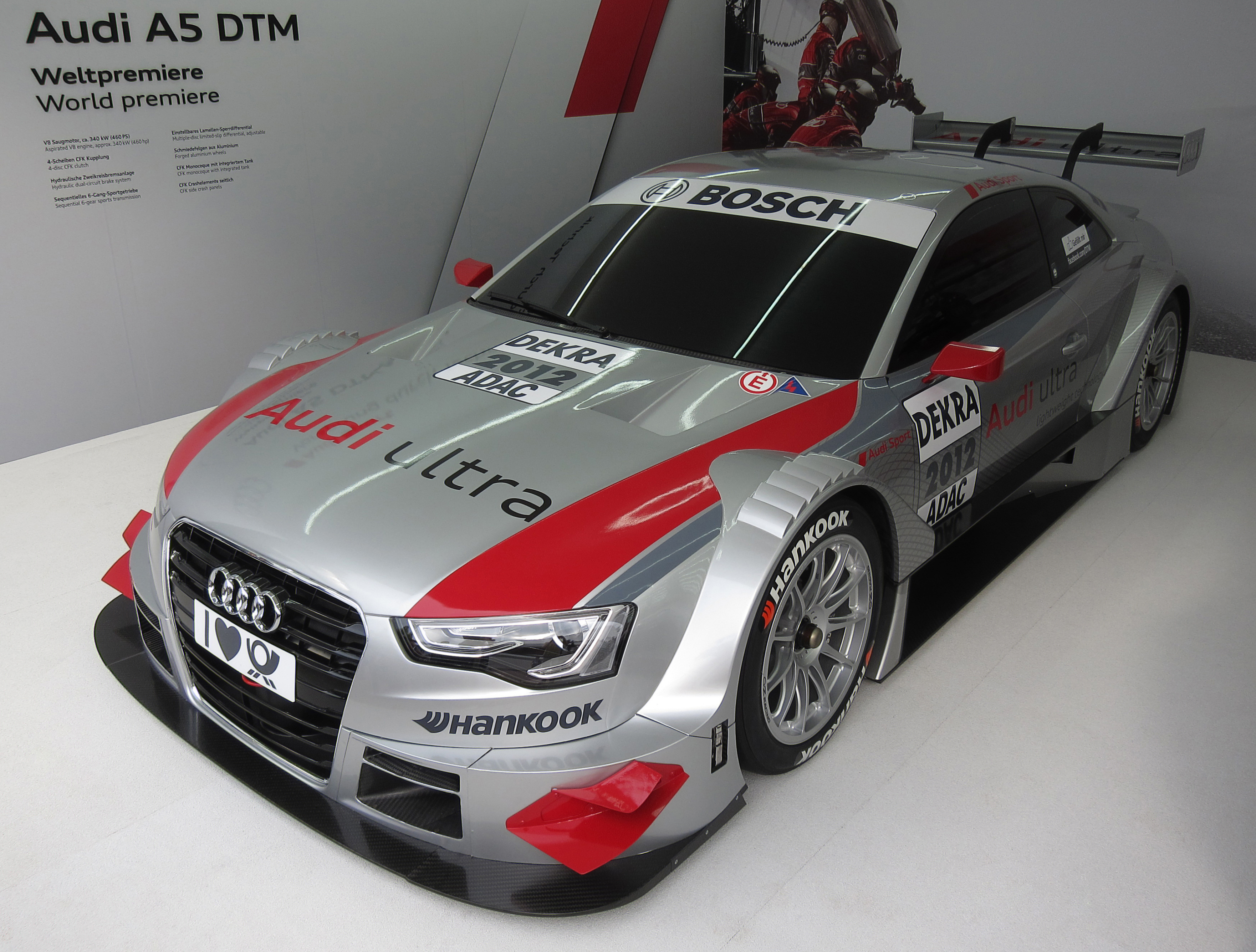
Audi A5 DTM 2012
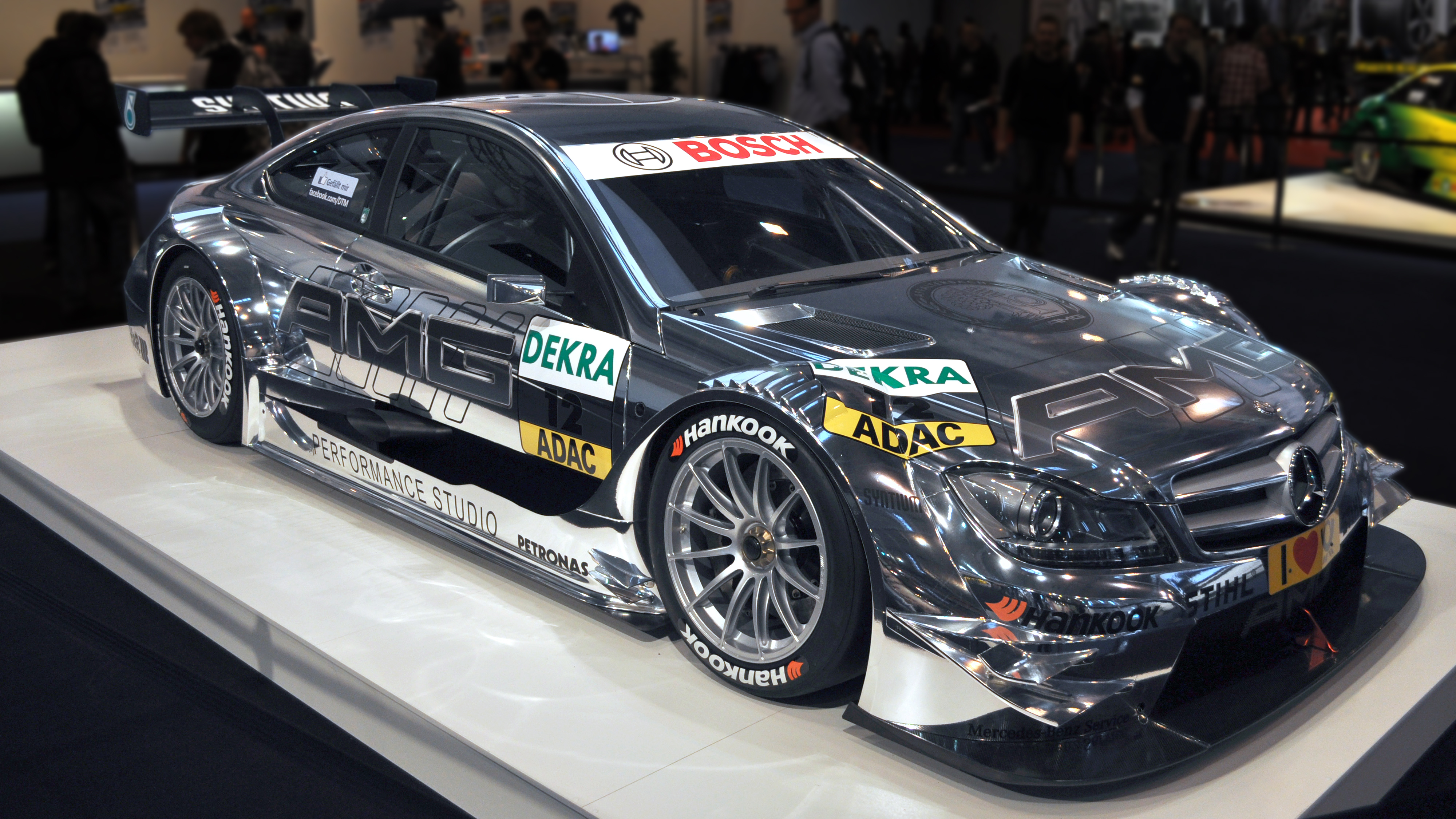
Mercedes-Benz C-Coupé DTM 2012
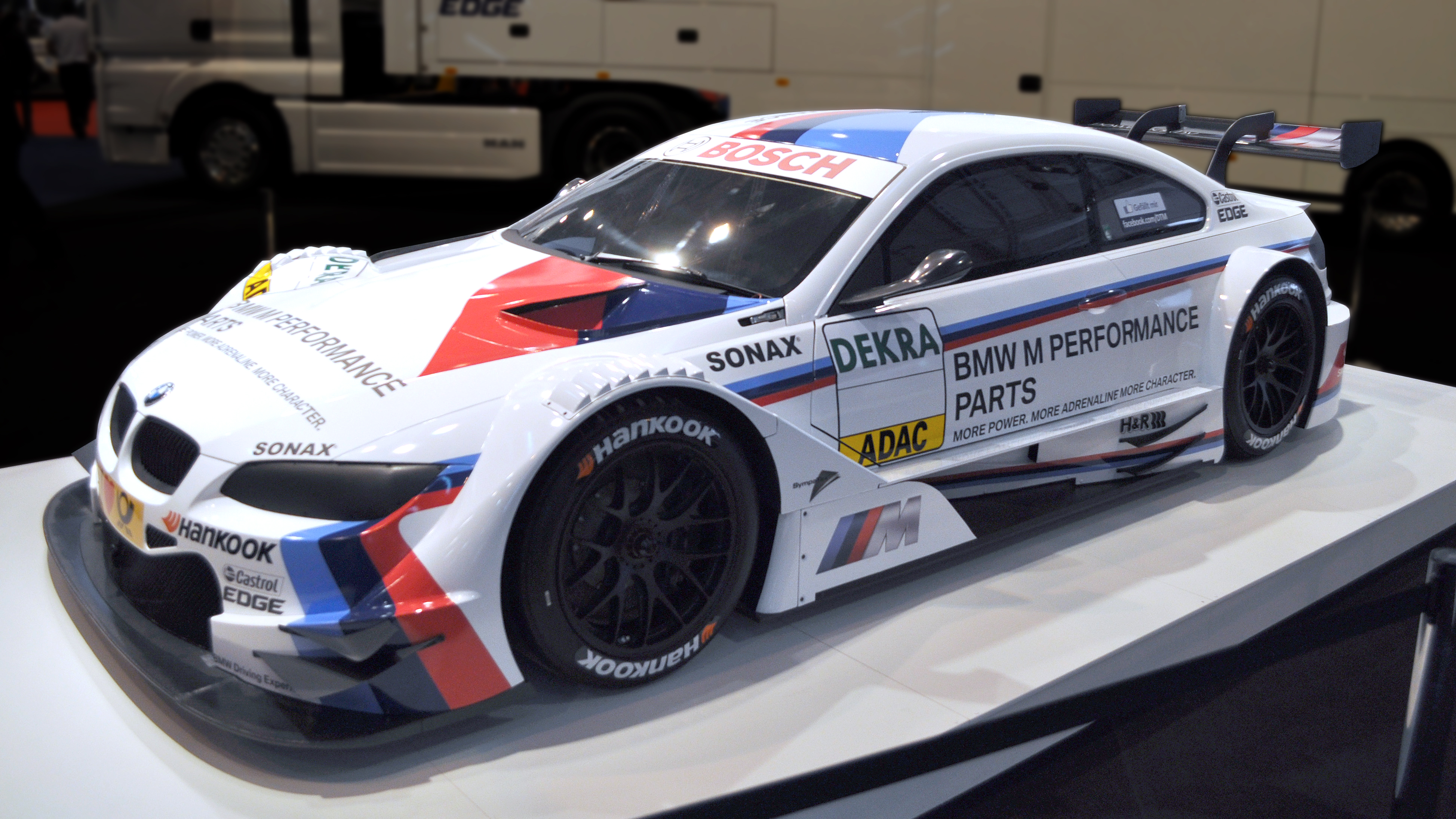
BMW M3 Coupé DTM 2012

### 2013
Vor Saisonstart gab es 2 bedeutende Änderungen im Reglement: Es wurde ein Drag Reduction System (DRS) eingeführt. Das System klappt den Heckflügel an einer beliebigen Stelle auf der Strecke zurück, wenn der Fahrer in der vorherigen Runde 2 Sekunden oder weniger hinter dem Vordermann ist, was den Topspeed um bis zu 10 km/h erhöhen kann. Außerdem standen jedem Fahrer ausschließlich im Rennen ein Reifensatz Option Tyres zur Verfügung, welche eine weichere Mischung als die Standardreifen haben und somit schneller sind, aber auch eher abbauen. Mit diesen Änderungen sollten mehr Überholmanöver bewirkt werden.
Mike Rockenfeller auf Audi gewann vor Augusto Farfus und Bruno Spengler (beide BMW), bester Mercedes-Pilot wurde Christian Vietoris auf Platz vier. BMW gewann den Markentitel, das Audi Sport Team Phoenix gewann die Teamwertung.

### 2014
BMW setzte ab der Saison 2014 den BMW M4 DTM ein, der den seit 2012 eingesetzten BMW M3 DTM ablöste. Marco Wittmann wurde Meister vor Mattias Ekström und Mike Rockenfeller. Audi gewann den Markentitel.

### 2015
In der DTM-Saison 2015 fanden das Auftaktrennen und das Saisonfinale traditionell auf dem Hockenheimring Baden-Württemberg statt. Daneben startete die DTM auf dem Nürburgring, in der Motorsport Arena Oschersleben, dem Lausitzring, auf dem Norisring (Stadtkurs in Nürnberg) und im benachbarten Ausland. In den Niederlanden trug die DTM ihre Rennen in Zandvoort aus; in Österreich war der Red Bull Ring Austragungsort. Änderungen gab es vor allem beim Rennformat: Pro Wochenende werden zwei Rennen absolviert. Bei beiden Läufen wurde die gleiche Punktzahl vergeben. Das Rennen am Samstag dauerte 40 Minuten. Am Sonntag betrug die Renndauer 60 Minuten und die Fahrer mussten einen Pflichtboxenstopp einlegen, bei dem alle vier Räder gewechselt werden mussten. Auch das Qualifying wurde angepasst. Vor beiden Rennen gibt es ein jeweils 20-minütiges Zeittraining. Der Fahrer konnte selbst entscheiden, wann er wie viele Runden absolviert und wie viele der vorhandenen Reifensätze er benutzt. Die Pole-Position ging an den Piloten mit der schnellsten Rundenzeit. Das Drag Reduction System, welches in der DTM-Saison 2013 eingeführt wurde, fand 2015 eine Fortsetzung. Es sorgt für eine kurzzeitige Erhöhung des Top-Speeds und unterstützt das hinterherfahrende Fahrzeug beim Überholvorgang. Dafür klappt der Heckflügel um 18 Grad (2014: 16 Grad) nach unten und der Abtrieb verringert sich. In der DTM-Saison 2015 darf das System drei Mal pro Runde an beliebigen Stellen genutzt werden. Dafür darf der Abstand zwischen zwei Fahrzeugen nun nicht mehr als eine Sekunde betragen. Gemessen wird immer an der Start/Ziel-Linie.
Mit zwei Siegen in 18 Rennen krönte sich Mercedes-Benz-Pilot Pascal Wehrlein zum DTM-Champion. Das Team gooix/Original-Teile Mercedes-AMG wurde Team-Champion und BMW sicherte sich beim Finale in Hockenheim den Titel in der Hersteller-Wertung.

### 2017
Wie in der Vergangenheit fanden Auftaktrennen und Finale auch in der DTM-Saison 2017 auf dem Hockenheimring statt, die weiteren Rennen auf dem Nürburgring, dem Lausitzring und auf dem Norisring sowie im benachbarten Ausland. In den Niederlanden gastierte die DTM in Zandvoort, in Österreich auf dem Red Bull Ring. Mit Audi-Pilot René Rast gewann zum ersten Mal seit 24 Jahren ein DTM-Neuling das Championat. Zuletzt gelang dies dem Italiener Nicola Larini.
Zur Mitte der Saison 2017 gab Mercedes bekannt, Ende 2018 aus der DTM auszusteigen, um sich zukünftig auf die Formel E zu konzentrieren. Die Verantwortlichen der DTM griffen daraufhin die Einführung des Class-One-Reglements wieder auf, um die Zukunft der DTM zu sichern. Dieses einheitliche Reglement soll ermöglichen, dass Audi und BMW ihre Fahrzeuge künftig auch in der japanischen Super-GT-Serie einsetzen können und umgekehrt. Beim Saisonfinale in Hockenheim statteten Lexus und Nissan der Serie mit ihren Autos bereits einen Besuch ab und drehten einige Demonstrationsrunden. Beim Finale der Super GT in Japan präsentierten Audi, BMW und Mercedes ihre DTM-Wagen vor dem japanischen Publikum.

### 2018
Die DTM-Saison 2018 war die 32. Saison der DTM und die 19. seit Neugründung der Serie im Jahr 2000. Die Saison begann am 4. Mai 2018 in Hockenheim und endete am 14. Oktober an gleicher Stelle. Die weiteren Rennen der Saison wurden auf Rennstrecken in Deutschland und im weiteren europäischen Ländern gefahren, zum Beispiel in Brands Hatch in Ostengland oder auf dem Nürburgring in Deutschland. Die 32. Saison war für Mercedes die letzte in der DTM.
Mit den beiden Fahrern Gary Paffett und Paul di Resta hatte Mercedes zwei Fahrer, die das Feld deutlich anführten, sodass bereits früh angenommen wurde, dass erneut ein Mercedes-Fahrer Champion werden würde. Doch am Ende der Saison wurde es noch einmal spannend, als sich Vorjahressieger René Rast steigerte. Mit vier Rennsiegen in Folge trat Rast zum Finale am Hockenheimring an und erhöhte seine Siegesserie auf sechs, unterlag Paffett jedoch letztlich mit vier Punkten in der Gesamtwertung. Paffett gewann damit nach dem Erfolg von 2005 zum zweiten Mal die DTM.

### 2019

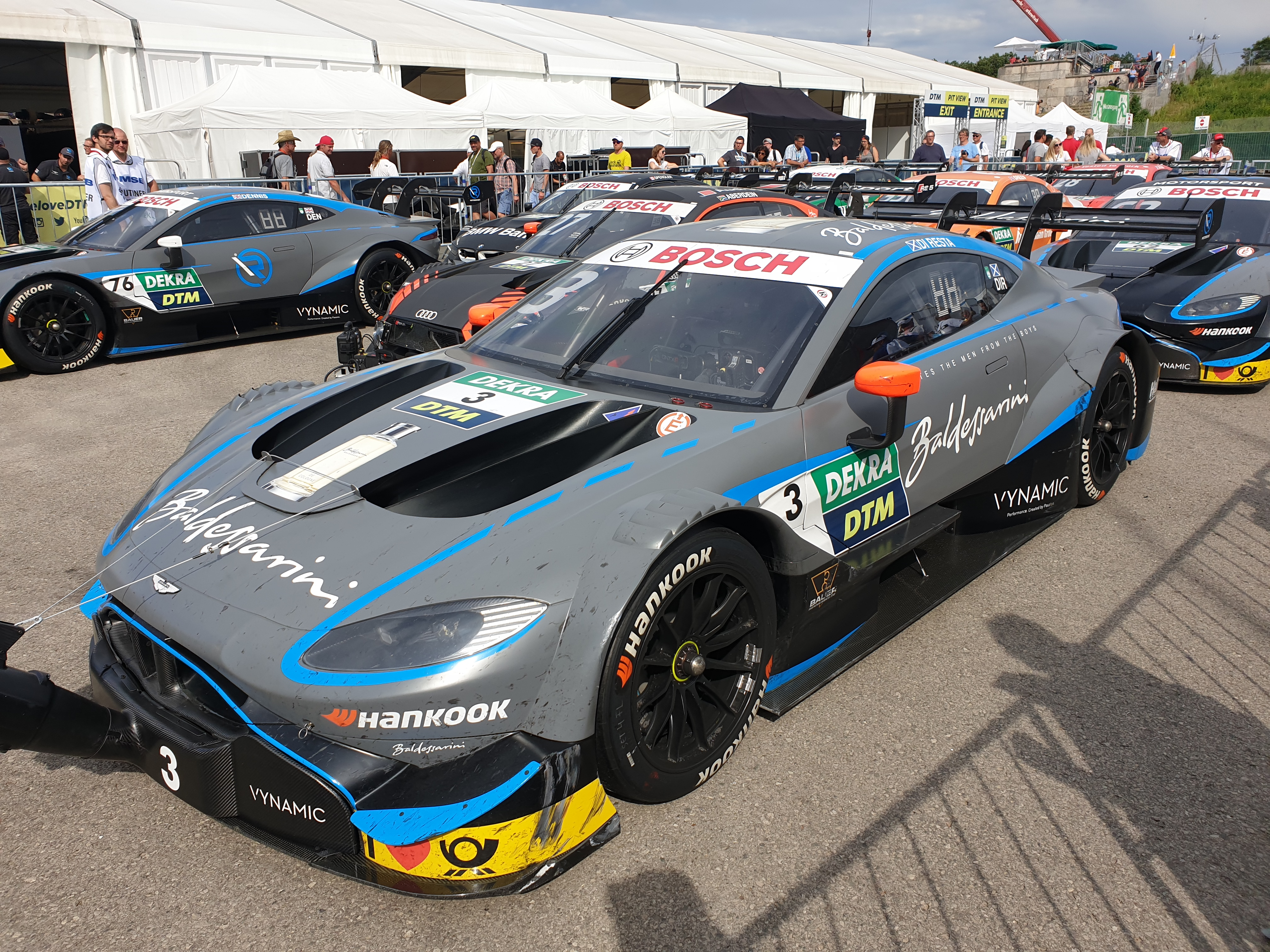
Aston Martin Vantage DTM am Norisring

Zu der Saison 2019 stieg Aston Martin mit dem Team R-Motorsport in die DTM ein; Mercedes zog sich am Ende der Saison 2018 aus der DTM zurück. Es wurden für die Saison vier Aston Martin Vantage DTM durch HWA aufgebaut, welche in der vorausgegangenen Saison noch die DTM-Fahrzeuge von Mercedes aufgebaut hatten. Als Kundenteam für Audi stieg das belgische Team WRT ein. Somit stellte sich das Feld aus acht Audi, sechs BMW und vier Aston-Martin-Fahrzeugen zusammen.
Rene Rast sicherte sich seinen zweiten Titel in der DTM, nachdem er bereits 2017 die Meisterschaft für sich entscheiden konnte. Die Herstellerwertung ging an Audi und das Audi-Team Rosberg gewann die Teamwertung.
Ab dieser Saison wurden außerdem anstelle der seit der Saison 2000 verwendeten V8-Saugmotoren nun 4-Zylinder-Turbomotoren eingesetzt. Dadurch erhöhte sich die Leistung des Motors, während sein Gewicht deutlich gesenkt werden konnte. Durch die Einführung des Turbomotors wurde auch ein Push-2-Pass-System eingeführt, welches dem Fahrer für eine bestimmte Zeit Mehrleistung bereitstellt.

### 2020
Am 24. Januar 2020 gab R-Motorsport bekannt, sich mit sofortiger Wirkung aus der DTM zurückziehen. Am 27. April 2020 gab Audi bekannt, sich zum Ende der Saison 2020 aus der DTM zurückzuziehen. Somit verbleibt BMW als einziges Werksteam.
Auf Grund der COVID-19-Pandemie in Deutschland wurde der Rennkalender mehrfach überarbeitet, so dass die Saison 2020 nicht wie üblich in Hockenheim, sondern in Spa-Francorchamps startete.

### 2021

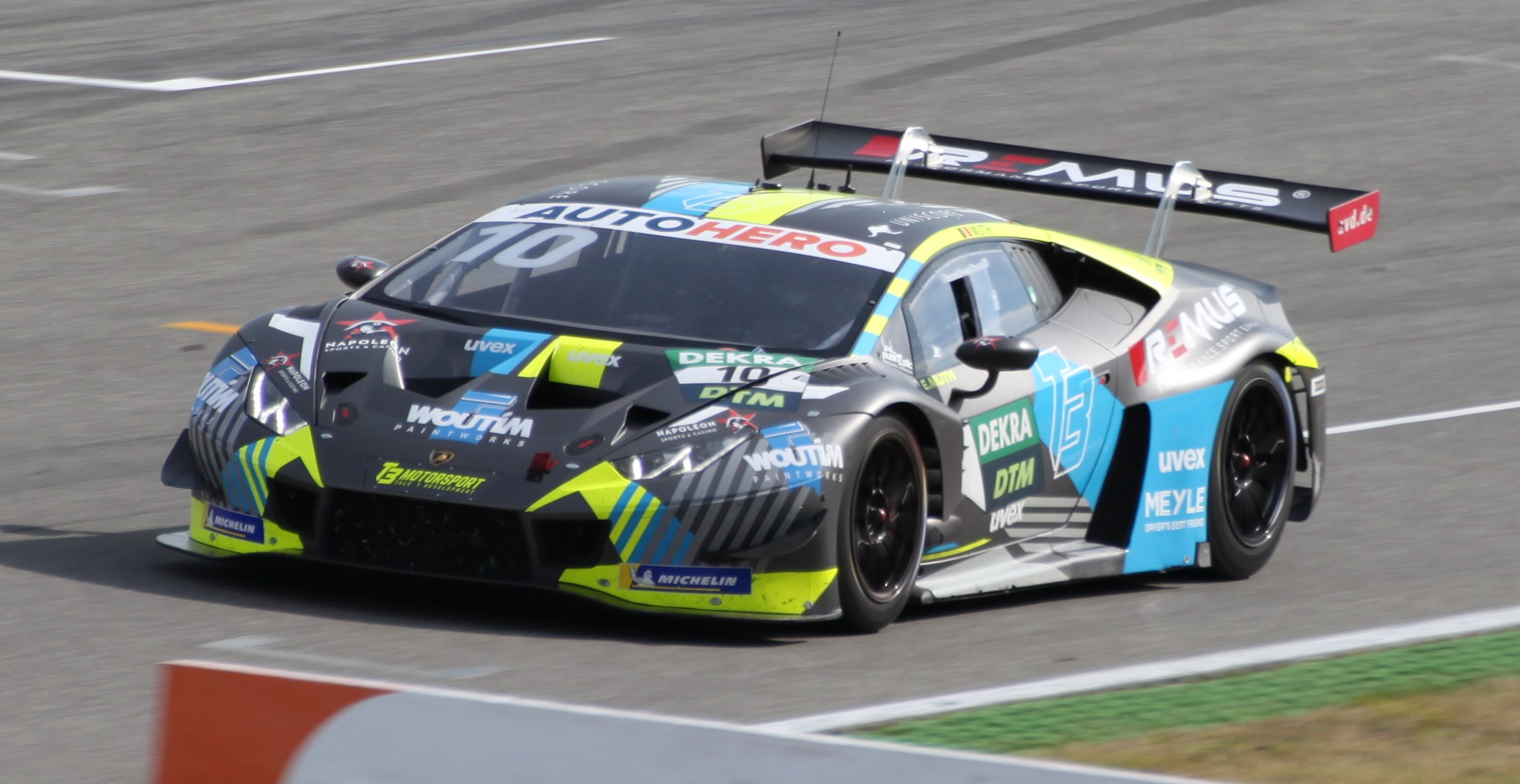
Lamborghini Huracán GT3 Evo von Esteban Muth 2021 entsprechend dem neu geltenden GT3-Reglement

Mit der Saison 2021 erfolgte ein großer Umbruch. Die Fahrzeuge müssen nun dem aus anderen Rennserien bekannten GT3-Reglement entsprechen, wodurch sich die Markenvielfalt erhöhen soll. Neben Fahrzeugen von Audi und BMW, die in der Vorsaison unter sich waren, sind auch wieder Mercedes-AMG und erstmals Ferrari, Lamborghini und McLaren in der DTM vertreten. Erstmals am Start waren Fahrzeuge mit der seit 2019 zugelassenen Steer-by-Wire-Lenkung von Paravan. Im Saisonfinale auf dem Norisring erreichte Maximilian Buhk die erste Podium-Platzierung mit dieser Technik, die ohne mechanische Lenksäule auskommt.

## Reglement

### Technisches Reglement

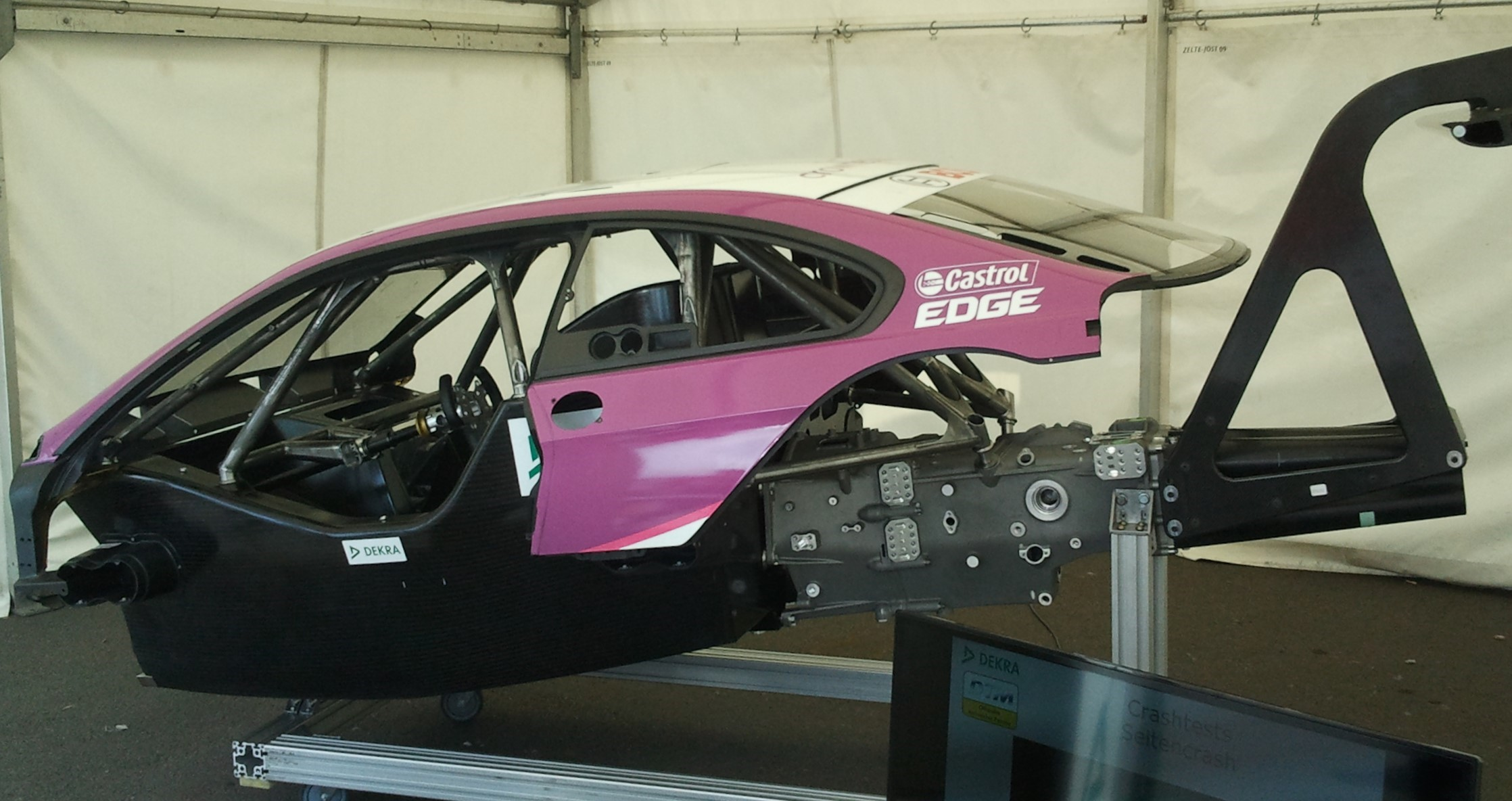
DTM Chassis 2012

Aufgrund der schlechten Erfahrungen aus dem Jahre 1996 wurde bei der Neugestaltung der technischen Regeln streng auf Kostenbegrenzung geachtet. So müssen die Achtzylinder-V-Motoren mit maximal 4000 cm³ Hubraum sehr lange halten. Aufgrund des zusätzlichen Rennens in der Saison 2018 (nun 20 anstatt 18), wurde das Motorenkontingent, das jedem Hersteller zur Verfügung steht, von sieben auf acht Motoren erhöht. Die Motoren leisten deutlich über 500 PS (368 kW). Testfahrten sind auf wenige Tage im Jahr begrenzt. Viele Teile an den Fahrzeugen, darunter die Reifen (bis 2010 von Dunlop, ab 2011 von Hankook), das Getriebe von Xtrac oder Hewland, die Carbon-Keramik-Bremsen von AP Racing, die Elektronik von Bosch und der Heckflügel sind einheitlich für alle Fahrzeuge vorgeschrieben.

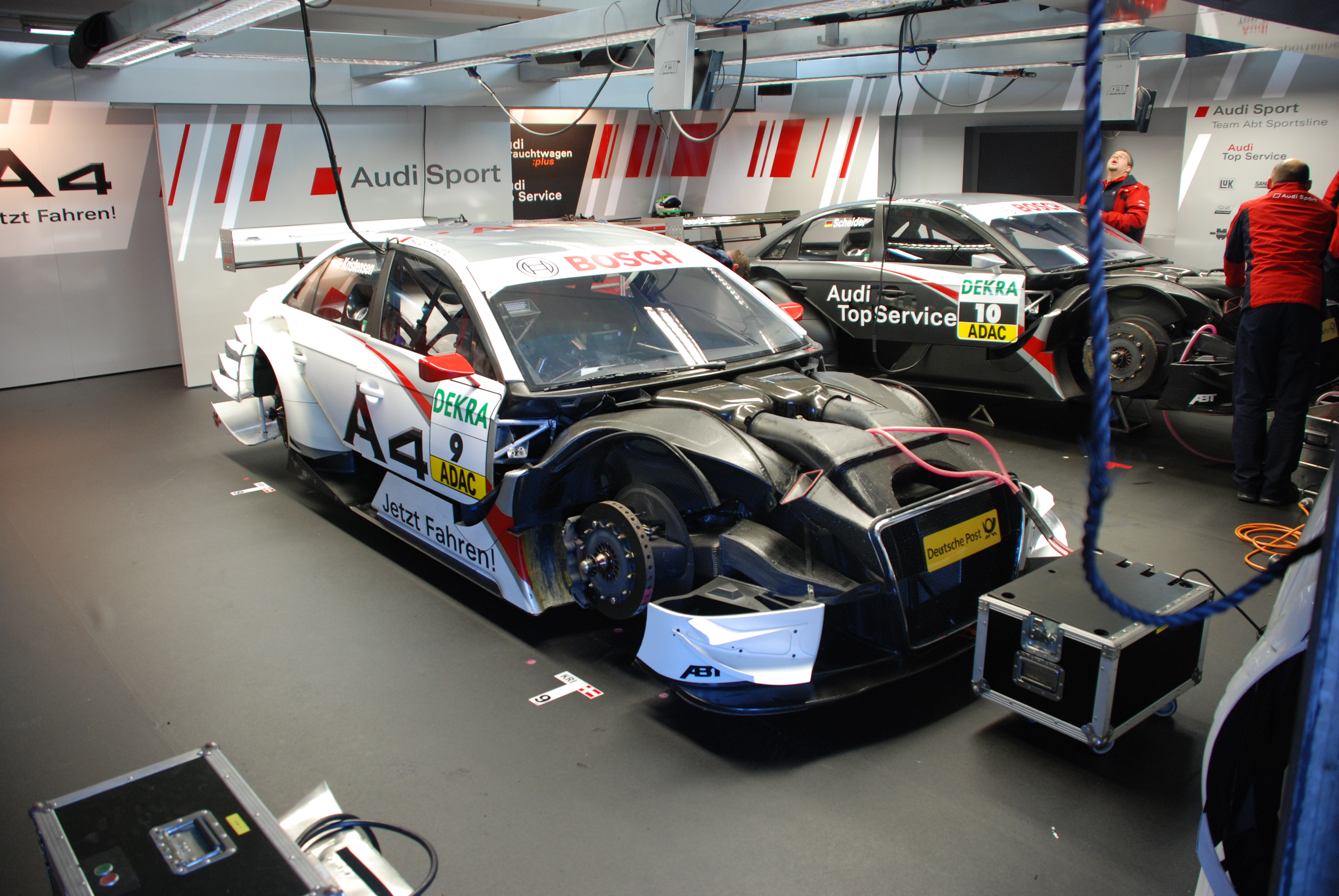
DTM-Box von Abt-Sportsline 2008

Die eingesetzten Fahrzeuge waren bis zur Saison 2020 Silhouettefahrzeuge, also Rennwagen, wie Formelwagen oder Prototypen, mit aufgesetzter Kunststoffkarosserie. Es handelte sich somit nicht um Tourenwagen im Sinne des ISG (Internationales Sportgesetz der FIA), trotzdem blieb das „T“ im Namen „DTM“. Ein ähnliches Konzept verfolgte von 2001 bis 2003 die V8-Star-Serie, die wiederum der NASCAR in den USA nachempfunden wurde.
Ein besonderes Augenmerk legt die DTM traditionell auf die Sicherheit der Fahrer. In der gesamten DTM-Geschichte gab es nie einen tödlichen Unfall.
In der Saison 2004 hatte ein DTM-Fahrzeug eine Schallentwicklung von 144 bis 154 dB, im Jahr 2010 nur noch 120 dB.
Ab der Saison 2021 dürfen nur Fahrzeuge teilnehmen, die auch von der FIA zur Gruppe GT3 zugelassen sind.

### Sportliches Reglement
Das sportliche Reglement war in der Anfangszeit der „neuen DTM“ einigen Änderungen unterworfen, zunächst gab es zwei gleichwertige Rennen über 100 km, wie in der Zeit bis 1996, dann zeitweise ein Sprintrennen über etwa 35 km und ein wesentlich längeres Hauptrennen. Die zwei Rennen und das damit verbundene Problem, im zweiten Rennen nach einem Unfall nicht mehr rennfähig zu sein, brachten Mercedes auf die unkonventionelle Idee, ein modulares Auto zu bauen, bei dem in der kurzen Pause zwischen den beiden Läufen bei Bedarf das Vorder- und Hinterteil des Rennwagens komplett ausgetauscht werden konnte.
Von 2003 bis 2014 gab es nur noch ein Hauptrennen über 160 km, in dem die Fahrer mindestens zweimal zum Reifenwechsel an die Box kommen mussten. Seit der Saison 2015 gab es wieder zwei Rennen pro Wochenende, bei denen volle Punkte vergeben wurden. Am Samstag wurde ein Rennen über 40 Minuten plus eine vollständige Runde (ohne vorgeschriebenen Boxenstopp) ausgetragen und am Sonntag ging das Rennen über 60 Minuten plus eine vollständige Runde (mit einem vorgeschriebenen Boxenstopp im mittleren Renndrittel). Zur Saison wurde die Renndauer für beide Rennen auf 55 Minuten plus eine vollständige Runde und einen Pflichtboxenstopp (ohne Vorgabe eines Zeitfensters) angeglichen. Für beide Rennen gibt es seit 2015 jeweils ein 20-minütiges Qualifying für die Startaufstellung. Ebenfalls gibt es nur noch einen Reifentyp; die Optionsreifen wurden abgeschafft. All diese Änderungen wurden nicht zuletzt auf Wunsch der Zuschauer und Fans eingeführt. Diese bekommen so nämlich deutlich mehr Rennen zu sehen und diese sind übersichtlicher und verständlicher geworden.
Die Punktevergabe hat sich mehrmals geändert:
| Punktesystem im Rennen | Punktesystem im Rennen | Punktesystem im Rennen | Punktesystem im Rennen | Punktesystem im Rennen | Punktesystem im Rennen | Punktesystem im Rennen | Punktesystem im Rennen | Punktesystem im Rennen | Punktesystem im Rennen | Punktesystem im Rennen | Punktesystem im Rennen | Punktesystem im Rennen | Punktesystem im Rennen | Punktesystem im Rennen | Punktesystem im Rennen |
| Platzierung            | 1                      | 2                      | 3                      | 4                      | 5                      | 6                      | 7                      | 8                      | 9                      | 10                     | 11                     | 12                     | 13                     | 14                     | 15                     |
| ---------------------- | ---------------------- | ---------------------- | ---------------------- | ---------------------- | ---------------------- | ---------------------- | ---------------------- | ---------------------- | ---------------------- | ---------------------- | ---------------------- | ---------------------- | ---------------------- | ---------------------- | ---------------------- |
| Punkte 2000 bis 2001   | 20                     | 15                     | 12                     | 10                     | 8                      | 6                      | 4                      | 3                      | 2                      | 1                      | –                      | –                      | –                      | –                      | –                      |
| Punkte 2002            | 10                     | 6                      | 4                      | 3                      | 2                      | 1                      | –                      | –                      | –                      | –                      | –                      | –                      | –                      | –                      | –                      |
| Punkte 2003 bis 2011   | 10                     | 8                      | 6                      | 5                      | 4                      | 3                      | 2                      | 1                      | –                      | –                      | –                      | –                      | –                      | –                      | –                      |
| Punkte 2012 bis 2022   | 25                     | 18                     | 15                     | 12                     | 10                     | 8                      | 6                      | 4                      | 2                      | 1                      | –                      | –                      | –                      | –                      | –                      |
| Punkte seit 2023       | 25                     | 20                     | 16                     | 13                     | 11                     | 10                     | 9                      | 8                      | 7                      | 6                      | 5                      | 4                      | 3                      | 2                      | 1                      |

| Punkte 2001 bis 2002 | 3 | 2 | 1 |

| Punkte seit 2017 | 3 | 2 | 1 |

Im Falle eines Unentschiedens ermittelt die DTM den Sieger basierend auf den ersten Plätzen. Wenn es noch ein Unentschieden gibt, ermittelt die DTM den Champion durch den zweitplatzierten Platz, dann den drittplatzierten Platz usw., bis ein Champion ermittelt wird. Die DTM wird das gleiche System auf andere Bänder in der Rangliste am Ende der Saison und zu jeder anderen Zeit während der Saison anwenden.

### Flaggenzeichen
Die Flaggen dienen zur Kommunikation zwischen den Streckenposten respektive der Rennleitung und den Fahrern, um diese beispielsweise rechtzeitig auf Gefahrensituationen hinzuweisen.
Bei der DTM gelten die von der FIA festgelegten internationalen Flaggenzeichen. In der DTM werden seit der Saison 2012 die Flaggen direkt von der Rennleitung angewiesen und gesteuert und auch direkt am Lenkrad der Teilnehmer angezeigt, dieses System wird hier Marshalling System genannt.

## Fahrer

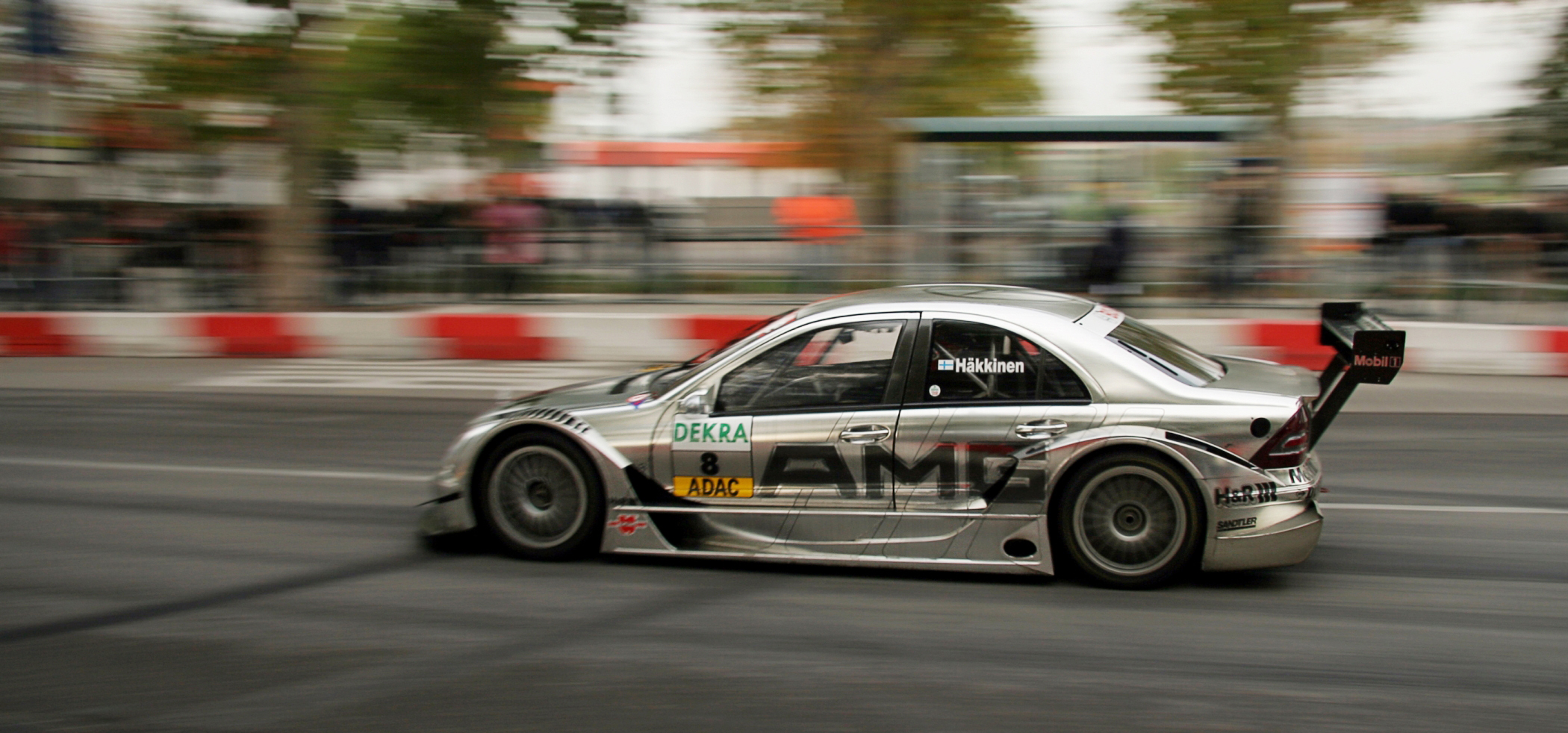
Mika Häkkinen bei Stars and Cars 2006

In der DTM sind immer wieder sowohl große Talente für die Formel 1 entdeckt worden, aber auch ehemalige Formel-1-Piloten nach ihrer aktiven Zeit in der höchsten Formelklasse untergekommen. So hatten die Formel-1-Piloten Christijan Albers, Markus Winkelhock, Paul di Resta, Roberto Merhi, Pascal Wehrlein, Esteban Ocon, Antonio Giovinazzi, Pietro Fittipaldi und Liam Lawson zuvor ihr Talent in der DTM unter Beweis gestellt.
Die aktuellen oder früheren DTM-Fahrer Michael Bartels (Opel), Pedro Lamy (Mercedes-Benz), Stefano Modena (Opel), Bernd Schneider (Mercedes-Benz), Joachim Winkelhock (Opel), Jean Alesi (Mercedes-Benz), Karl Wendlinger (Audi), Johnny Cecotto (Opel), JJ Lehto (Opel), Heinz-Harald Frentzen (Opel, Audi), Emanuele Pirro (Audi), Mika Häkkinen (Mercedes-Benz), Allan McNish (Audi), Nicolas Kiesa (Audi), Ralf Schumacher (Mercedes-Benz), David Coulthard (Mercedes-Benz), Timo Glock (BMW), Witali Petrow (Mercedes-Benz), Pascal Wehrlein (Mercedes-Benz), Alex Zanardi (BMW), Robert Kubica (BMW), Jenson Button (Honda), Alexander Albon (Ferrari), Christian Klien (McLaren) und Lucas di Grassi (Audi) fuhren vorher in der Formel 1.
Mit Susie Wolff (Mercedes-Benz), Vanina Ickx, Katherine Legge, Rahel Frey, Sophia Flörsch (alle Audi) und Esmee Hawkey (Lamborghini) waren auch Damen in dieser Serie am Start.
Der Däne Tom Kristensen, Werksfahrer bei Audi bzw. Joest Racing, gewann 2013 zum neunten Mal die 24 Stunden von Le Mans (nach 1997 und 2000 bis 2005 und 2008). Der achtmalige Rallye-Weltmeister Sébastien Ogier (Mercedes-Benz) startete 2018 als Gaststarter. Sébastien Loeb ist 2022 für Ferrari am Start.
Aktueller Champion der DTM ist Mirko Bortolotti (Lamborghini); 2024 holte er seinen ersten DTM-Gesamttitel.

## Statistisches

### DTM-Champions seit 2000
| Jahr | Meister (Marke)       | Meister (Marke) | Pkt | 2. Platz (Marke)     | 2. Platz (Marke) | Pkt | 3. Platz (Marke)     | 3. Platz (Marke) | Pkt |               | Markenmeister |
| ---- | --------------------- | --------------- | --- | -------------------- | ---------------- | --- | -------------------- | ---------------- | --- | ------------- | ------------- |
| 2000 | Bernd Schneider       | Mercedes-Benz   | 221 | Manuel Reuter        | Opel             | 162 | Klaus Ludwig         | Mercedes-Benz    | 122 | Mercedes-Benz |               |
| 2001 | Bernd Schneider       | Mercedes-Benz   | 161 | Uwe Alzen            | Mercedes-Benz    | 101 | Peter Dumbreck       | Mercedes-Benz    | 88  | Mercedes-Benz |               |
| 2002 | Laurent Aïello        | Audi            | 70  | Bernd Schneider      | Mercedes-Benz    | 64  | Mattias Ekström      | Audi             | 50  | Mercedes-Benz |               |
| 2003 | Bernd Schneider       | Mercedes-Benz   | 68  | Christijan Albers    | Mercedes-Benz    | 64  | Marcel Fässler       | Mercedes-Benz    | 57  | Mercedes-Benz |               |
| 2004 | Mattias Ekström       | Audi            | 74  | Gary Paffett         | Mercedes-Benz    | 57  | Christijan Albers    | Mercedes-Benz    | 50  | Audi          |               |
| 2005 | Gary Paffett          | Mercedes-Benz   | 84  | Mattias Ekström      | Audi             | 71  | Tom Kristensen       | Audi             | 56  | Mercedes-Benz |               |
| 2006 | Bernd Schneider       | Mercedes-Benz   | 71  | Bruno Spengler       | Mercedes-Benz    | 63  | Tom Kristensen       | Audi             | 56  | Mercedes-Benz |               |
| 2007 | Mattias Ekström       | Audi            | 50  | Bruno Spengler       | Mercedes-Benz    | 47  | Martin Tomczyk       | Audi             | 40  | Audi          |               |
| 2008 | Timo Scheider         | Audi            | 75  | Paul di Resta        | Mercedes-Benz    | 71  | Mattias Ekström      | Audi             | 56  | Mercedes-Benz |               |
| 2009 | Timo Scheider         | Audi            | 64  | Gary Paffett         | Mercedes-Benz    | 59  | Paul di Resta        | Mercedes-Benz    | 45  | Mercedes-Benz |               |
| 2010 | Paul di Resta         | Mercedes-Benz   | 71  | Gary Paffett         | Mercedes-Benz    | 67  | Bruno Spengler       | Mercedes-Benz    | 66  | Mercedes-Benz |               |
| 2011 | Martin Tomczyk        | Audi            | 72  | Mattias Ekström      | Audi             | 52  | Bruno Spengler       | Mercedes-Benz    | 51  | Audi          |               |
| 2012 | Bruno Spengler        | BMW             | 149 | Gary Paffett         | Mercedes-Benz    | 145 | Jamie Green          | Mercedes-Benz    | 121 | BMW           |               |
| 2013 | Mike Rockenfeller     | Audi            | 142 | Augusto Farfus       | BMW              | 116 | Bruno Spengler       | BMW              | 82  | BMW           |               |
| 2014 | Marco Wittmann        | BMW             | 156 | Mattias Ekström      | Audi             | 106 | Mike Rockenfeller    | Audi             | 72  | Audi          |               |
| 2015 | Pascal Wehrlein       | Mercedes-Benz   | 169 | Jamie Green          | Audi             | 150 | Mattias Ekström      | Audi             | 147 | BMW           |               |
| 2016 | Marco Wittmann        | BMW             | 206 | Edoardo Mortara      | Audi             | 202 | Jamie Green          | Audi             | 145 | Audi          |               |
| 2017 | René Rast             | Audi            | 179 | Mattias Ekström      | Audi             | 176 | Jamie Green          | Audi             | 173 | Audi          |               |
| 2018 | Gary Paffett          | Mercedes-Benz   | 255 | René Rast            | Audi             | 251 | Paul di Resta        | Mercedes-Benz    | 233 | Mercedes-Benz |               |
| 2019 | René Rast             | Audi            | 322 | Nico Müller          | Audi             | 250 | Marco Wittmann       | BMW              | 202 | Audi          |               |
| 2020 | René Rast             | Audi            | 353 | Nico Müller          | Audi             | 330 | Robin Frijns         | Audi             | 279 | Audi          |               |
| 2021 | Maximilian Götz       | Mercedes-Benz   | 230 | Liam Lawson          | Ferrari          | 227 | Kelvin van der Linde | Audi             | 208 | Mercedes-Benz |               |
| 2022 | Sheldon van der Linde | BMW             | 149 | Lucas Auer           | Mercedes-Benz    | 147 | René Rast            | Audi             | 128 | Audi          |               |
| 2023 | Thomas Preining       | Porsche         | 246 | Mirko Bortolotti     | Lamborghini      | 213 | Ricardo Feller       | Audi             | 179 | Porsche       |               |
| 2024 | Mirko Bortolotti      | Lamborghini     | 238 | Kelvin van der Linde | Audi             | 221 | Maro Engel           | Mercedes-Benz    | 203 | Mercedes-Benz |               |

1997–1999 keine DTM-Rennen, bis 1996 siehe Deutsche Tourenwagen-Meisterschaft

### Fahrertitel
| Meistertitel | Fahrer                | Jahr(e)                |
| ------------ | --------------------- | ---------------------- |
| 4            | Bernd Schneider       | 2000, 2001, 2003, 2006 |
| 3            | René Rast             | 2017, 2019, 2020       |
| 2            | Mattias Ekström       | 2004, 2007             |
| 2            | Timo Scheider         | 2008, 2009             |
| 2            | Marco Wittmann        | 2014, 2016             |
| 2            | Gary Paffett          | 2005, 2018             |
| 1            | Laurent Aïello        | 2002                   |
| 1            | Paul di Resta         | 2010                   |
| 1            | Martin Tomczyk        | 2011                   |
| 1            | Bruno Spengler        | 2012                   |
| 1            | Mike Rockenfeller     | 2013                   |
| 1            | Pascal Wehrlein       | 2015                   |
| 1            | Maximilian Götz       | 2021                   |
| 1            | Sheldon van der Linde | 2022                   |
| 1            | Thomas Preining       | 2023                   |
| 1            | Mirko Bortolotti      | 2024                   |

### Markenmeistertitel
| Markenmeistertitel | Marke         | Jahr(e)                                              |
| ------------------ | ------------- | ---------------------------------------------------- |
| 12                 | Mercedes-Benz | 2000–2003, 2005, 2006, 2008–2010, 2018, 2021, 2024   |
| 9                  | Audi          | 2004, 2007, 2011, 2014, 2016, 2017, 2019, 2020, 2022 |
| 3                  | BMW           | 2012, 2013, 2015                                     |
| 1                  | Porsche       | 2023                                                 |

## Medienpräsenz

### Fernsehübertragungen
Die Rennen der DTM übertrug bis 2017 Das Erste live. Die Qualifyings wurden im Livestream auf der Website der Sportschau gezeigt. Von 2018 bis 2021 übertrug Sat.1 die Rennen. Seit 2022 übernimmt ProSieben die Live-Übertragung der DTM. Zudem bietet die DTM auf einem eigenen YouTube-Kanal alle Sessions von einem Rennwochenende als Livestream an.

### Computerspiele
Von Codemasters sind mit der DTM-Race-Driver-Reihe verschiedene auf der DTM basierende Rennspiele für PC, PlayStation 2, Xbox und Nintendo DS veröffentlicht worden.
Anfang Dezember 2013 veröffentlichte SimBin die neue Rennserie DTM Experience für PC, welche auf der Saison 2013 basiert. Die Serie wurde von Sector3 Studios, ehemals SimBin, weiterentwickelt, und am 18. November 2014 mit dem Titel DTM Experience 2014 fortgesetzt. Für das Rennspiel Raceroom Racing Experience, ebenfalls von Sector3, erschienen bislang die DTM 2013, 2014, 2015, 2016 und 2020. Außerdem veröffentlichte das schwedische Entwicklerteam ein Car Pack mit Wagen aus der Saison 1992.